# II. Erzsébet brit királynő
II. Erzsébet (angolul: Elizabeth II, teljes születési nevén: Erzsébet Alexandra Mária, angolul: Elizabeth Alexandra Mary; London, Anglia, 1926. április 21. – Balmorali kastély, Skócia, 2022. szeptember 8.), az Egyesült Királyság királynője és további 14 nemzetközösségi állam, valamint az anglikán egyház feje 1952-től 2022-ben bekövetkezett haláláig. Élete során összesen 32 független állam uralkodója volt. Összesen 70 évig és 214 napig volt az Egyesült Királyság királynője.
Erzsébet 1926-ban született York hercegének és hercegnéjének (a későbbi VI. György brit királynak és Erzsébet királynénak) elsőszülött gyermekeként. Édesapja 1936-ban lépett a trónra, fivére, VIII. Eduárd király lemondását követően. Közfeladatok ellátására és első hivatalos szerepléseire a második világháború alatt került sor. 1947-ben ment férjhez Philip Mountbatten, egykori görög és dán királyi herceghez, akivel házasságuk 73 évig tartott, Fülöp 2021-ben bekövetkezett haláláig. Kapcsolatukból négy gyermek született: utódja, III. Károly király, valamint Anna királyi hercegnő, András yorki herceg és Eduárd edinburgh-i herceg.
Amikor édesapja 1952 februárjában meghalt, az akkor 25 éves Erzsébet 7 nemzetközösségi ország királynője lett: Egyesült Királyság, Kanada, Ausztrália, Új-Zéland, Dél-Afrika, Pakisztán és Ceylon, valamint a Nemzetközösség feje. Alkotmányos uralkodóként beiktatása óta országa olyan jelentős politikai változásokat élt át, mint az Észak-írországi konfliktus, az Európai Közösségekhez való csatlakozás vagy éppen az Európai Unióból való kilépés. Címeinek száma folyamatosan változott az idők során, ahogyan birodalmának országai köztársasággá váltak.
Erzsébet volt a második leghosszabb ideig regnáló uralkodó a világon, egyúttal az Egyesült Királyság történelmének leghosszabb ideig hatalmon lévő monarchája. Uralkodása alatt a brit királyi család számos válságot élt át, ám a monarchia intézményének támogatottsága és személyes népszerűsége folyamatosan magas tudott maradni.

## Családja
Apja Albert György yorki herceg, a későbbi VI. György brit király (1895–1952), anyja Elizabeth Bowes-Lyon, a későbbi Erzsébet (anya)királyné (1900–2002), a skót arisztokrácia elitjéhez tartozó Strathmore és Kinghorn grófok leszármazottja. Húga Margit hercegnő (1930–2002). Férje Fülöp edinburgh-i herceg (1921–2021), aki egyébként harmad-unokatestvére. 1947. november 20-án tartották esküvőjüket. Az esküvőn többek között koszorúslánya volt anyai unokatestvére, Margaret Rhodes. Házasságukból négy gyermek született: III. Károly brit király, Anna brit királyi hercegnő, András yorki herceg és Eduárd edinburgh-i herceg. Egyik ükanyja Rhédey Klaudia magyar grófnő, Erdőszentgyörgyről származott, Erdélyből. Leszármazottai (Vancsó család) Magyarországon, Miskolcon éltek.[forrás?]

## Élete

### Gyermekkora

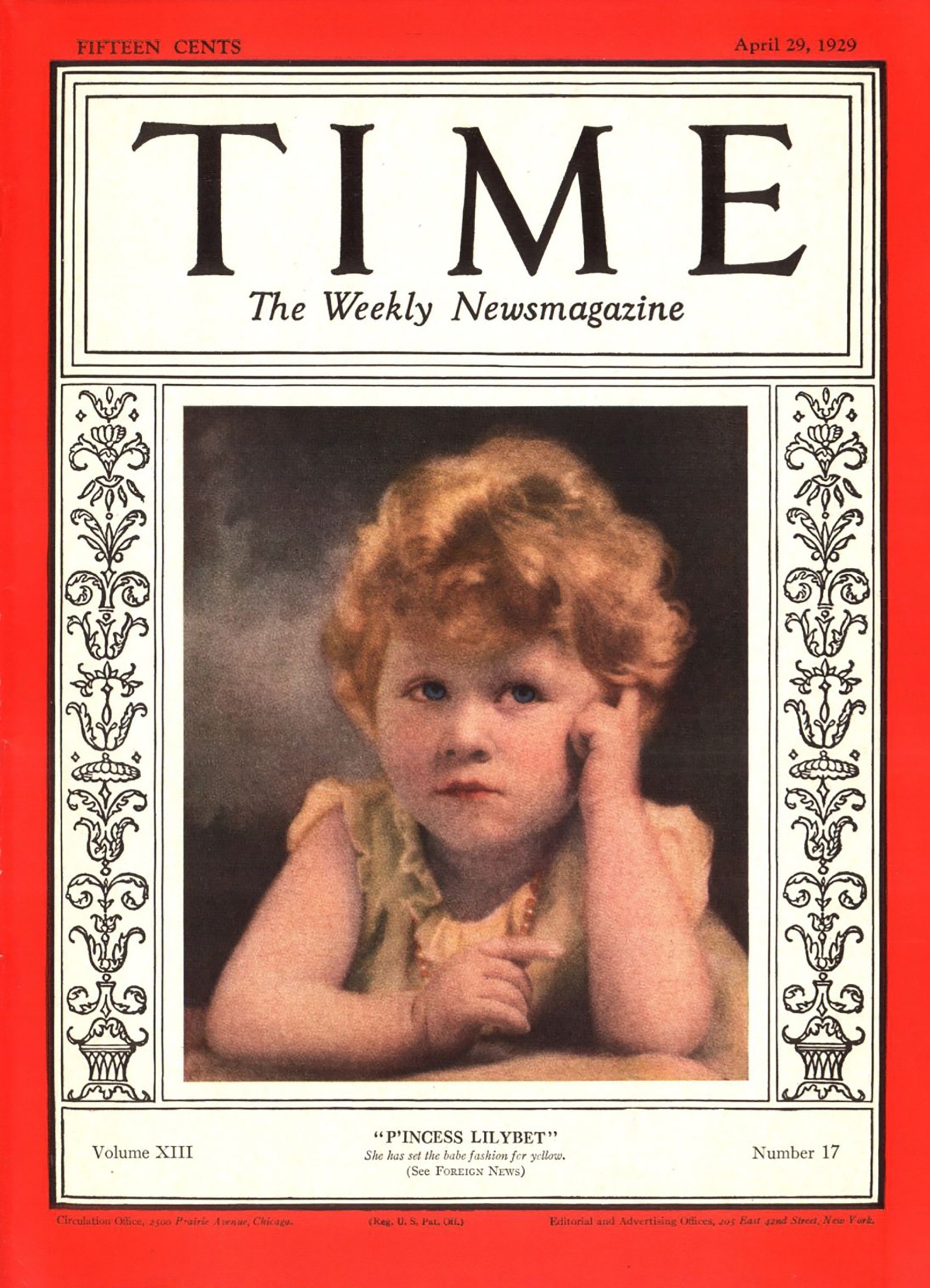
A Time magazin címlapján 1929-ben

László Fülöp Elek portréfestménye 1933-ban

1926. április 21-én született anyai nagyapja londoni házában (17 Bruton Street, Mayfair). A Buckingham-palota magánkápolnájában keresztelte meg május 29-én Cosmo Gordon Lang York anglikán érseke. Első keresztnevét édesanyja után, második keresztnevét Alexandra királyné (apai dédanyja) után, harmadik keresztnevét pedig apai nagyanyja, Mária királyné után kapta. Közeli családtagjai Lilibetnek hívták.
Margit hercegnő, Erzsébet egyetlen testvére négy évvel volt fiatalabb nála. A két hercegnő otthon tanult, anyjuk és nevelőnőjük, Marion Crawford, közeli ismerősöknek „Crawfie” felügyelete alatt (aki később kiadott egy könyvet, Erzsébet és Margaret gyermekéveiről, The Little Princesses címmel), melyből többek között kiderült, hogy Erzsébet nagyon szerette a lovakat és a kutyákat. „Órarendjükben” leginkább történelem, zene, irodalom, angol és francia nyelv szerepelt.
Erzsébet nagyapja, V. György uralkodása alatt harmadik helyen állt a brit trónöröklési rendben, Eduárd nagybátyja és apja után. Ugyan Erzsébet születése érdekelte a brit embereket, de mivel nagybátyja még fiatal volt és valószínűsíthető volt, hogy megházasodik és utódai lesznek, ezért Erzsébetet nem úgy ünnepelték, mint egy trónörököst.
Amikor 1936-ban meghalt nagyapja, a trónra VIII. Eduárd néven Dávid walesi herceg, Erzsébet édesapjának bátyja került, apja után második helyre lépett elő a trónöröklési rendben. Még ugyanabban az évben az új király, Eduárd, lemondott a trónról, hogy összeházasodhasson a kétszeresen elvált amerikai Wallis Simpsonnal. Erzsébet apja, mint a trón első számú várományosa lett a király, ő pedig a trónörökös.
Később jogot tanult az etoni fiúiskola alelnökétől és vallástörténelmet Canterbury érsekétől. Hogy vele egykorú lányokkal szocializálódhasson, létrehozták az 1. Buckingham Palota lánycserkész-csapatot. Kitűnő úszóvá vált, 13 évesen megnyerte a Londoni Fürdőklub bajnokságát.

### A világháború alatt

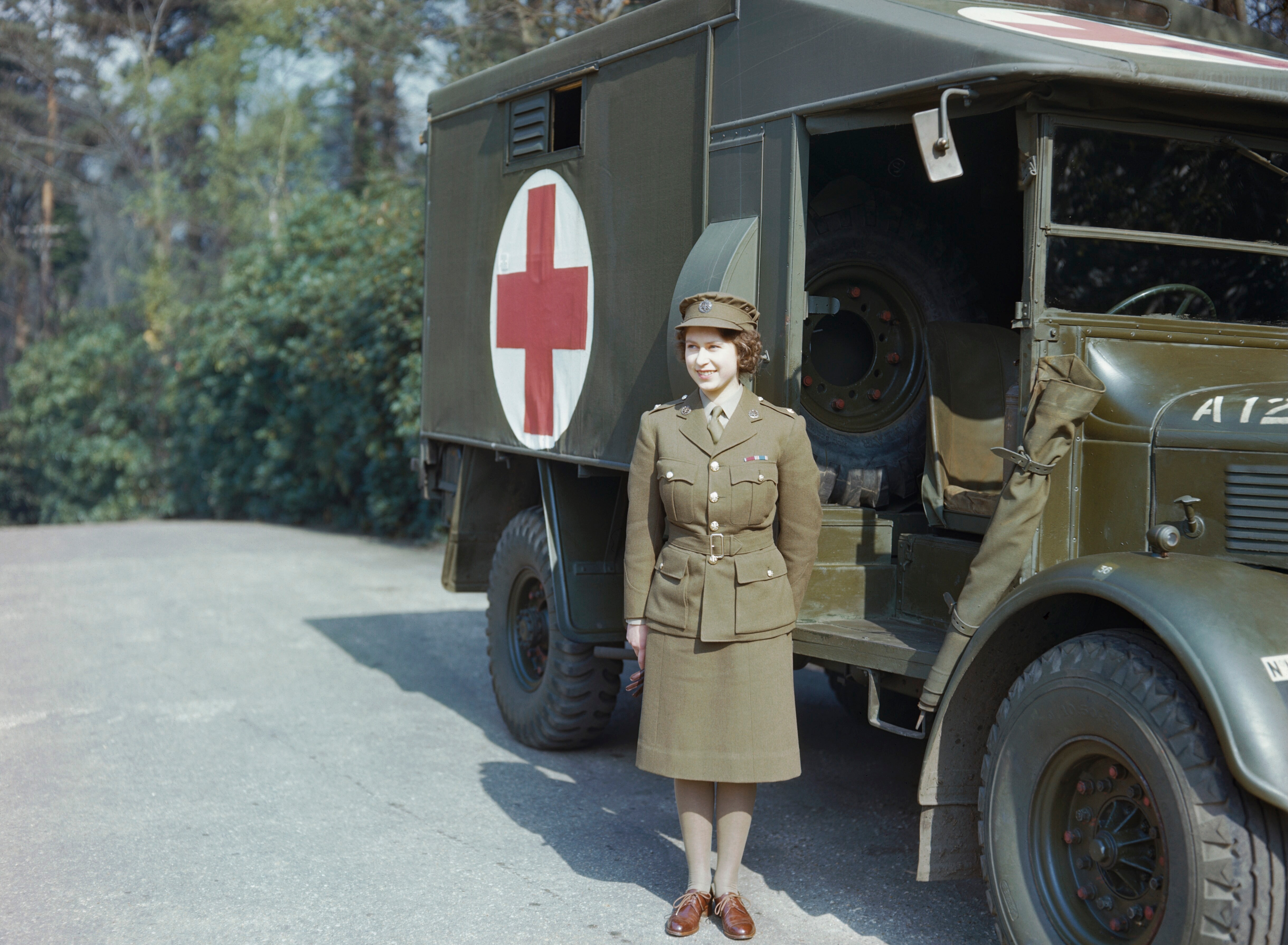
Szolgálati egyenruhában 1945. áprilisában

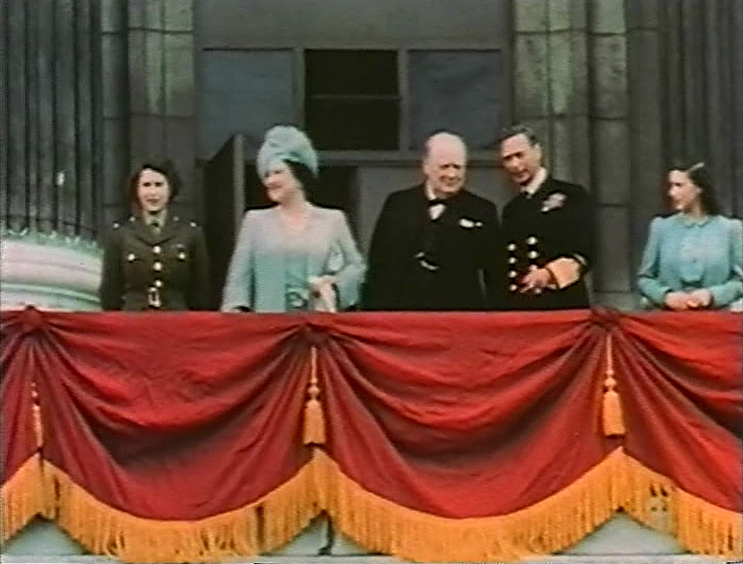
Erzsébet hercegnő (bal szélső) a Buckingham-palota erkélyén családjával és Winston Churchill-lel 1945. május 8-án

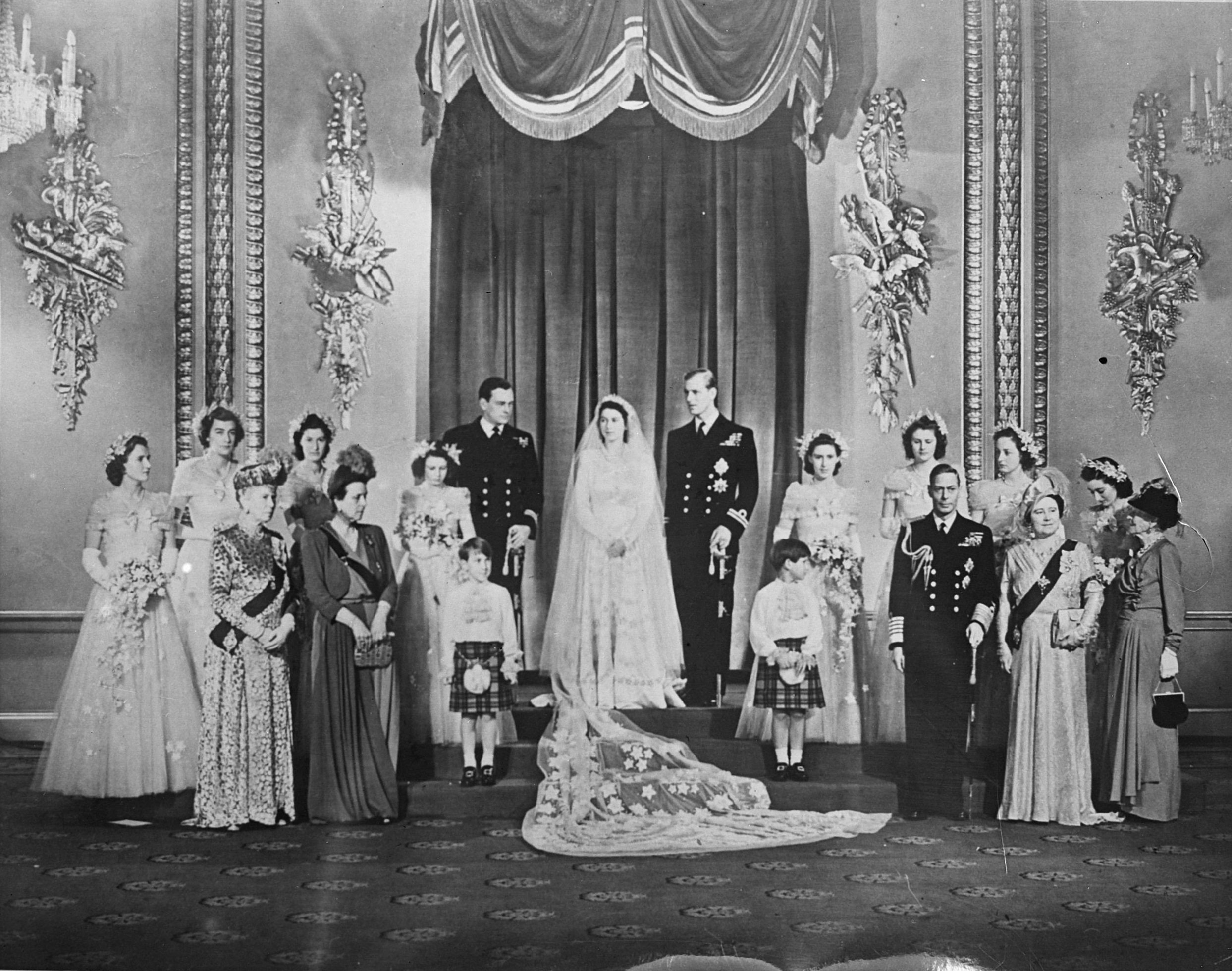
Fülöp-herceggel az esküvőjük napján 1947-ben

1939 szeptemberében Anglia belépett a második világháborúba. London a bombatámadások egyik fő célpontja volt, ezért rengeteg londoni gyereket evakuáltak. Quintin McGarel Hogg, Hailsham bárója azt a javaslatot tette az uralkodópárnak, hogy vigyék a két hercegnőt Kanadába, ahol biztonságban vannak a bombatámadások elől. Erzsébet királyné kijelentette: „A gyerekek nem mennek nélkülem. Én nem megyek a király nélkül. A király pedig soha nem fog elmenni.” Így Erzsébet és Margit a Balmorali kastélyban maradtak egészen 1939 karácsonyáig, amikor a norfolki Sandringham House-ba költöztek. 1940 februárjától májusig a Royal Lodge-ban laktak, majd a Windsori kastélyba költöztek, ahol a következő öt év legnagyobb részét töltötték. Itt pantomimeket adtak elő karácsonykor, melynek bevételéből a Queen’s Wool Fund vásárolt fonalat, amelyből a katonák számára kötöttek ruhákat. 1940-ben volt Erzsébet első rádiószereplése, melyben a városokból evakuált gyerekeknek üzent.
1943-ban 16 évesen volt első hivatalos szereplése, amikor meglátogatta azt a gránátos gárdaezredet, melynek előző évben ezredesévé nevezték ki. 1944-től rendszeresen elkísérte a királyt és a királynét belföldi útjaikra. Röviddel 18. születésnapja után a parlament kinevezte állami tanácsosnak, így apja távollétében elláthatta az államfői feladatokat. Még ebben az évben az Alsóház kérdést intézett a királyhoz, amelyre a korona nevében Erzsébet hercegnő válaszolt.[forrás?] 1945 februárjától a brit hadsereg női haderejében szolgált, ahol sofőrnek és szerelőnek képezték ki. 5 hónap szolgálat után a kapitányi rang női megfelelőjével tüntették ki.
1947-ben Erzsébet elkísérte szüleit Dél-Afrikába, ez volt első tengerentúli utazása. A látogatás során, 21. születésnapján rádióüzenetben szólt a Nemzetközösség lakóihoz. Az üzenetben a következőt fogadta meg: Mindannyiuk előtt fogadom, hogy egész életemet, legyen bár rövid vagy hosszú, az önök szolgálatának szentelem.

### Uralkodása

#### 1952–1961

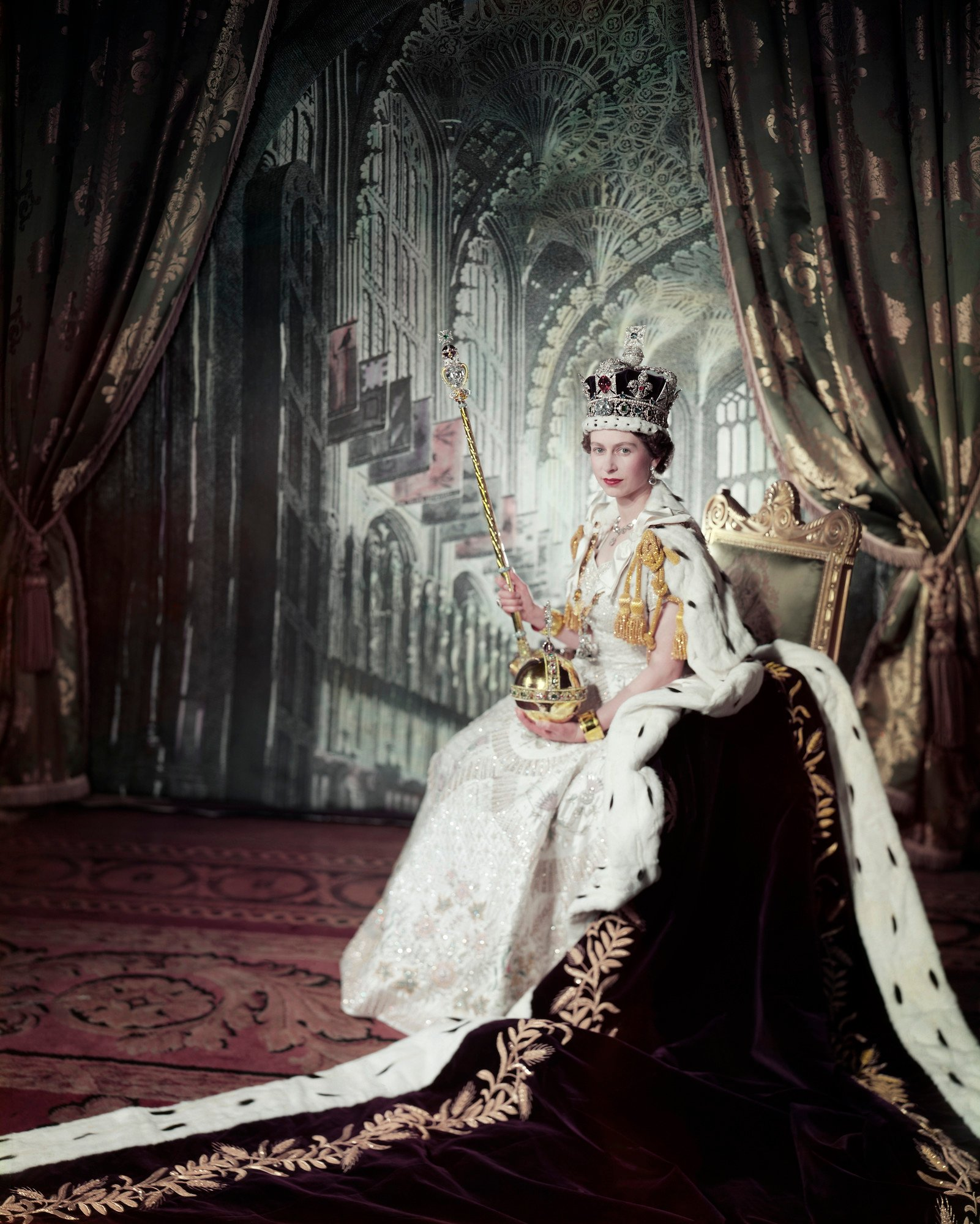
Koronázási portréja 1953-ban

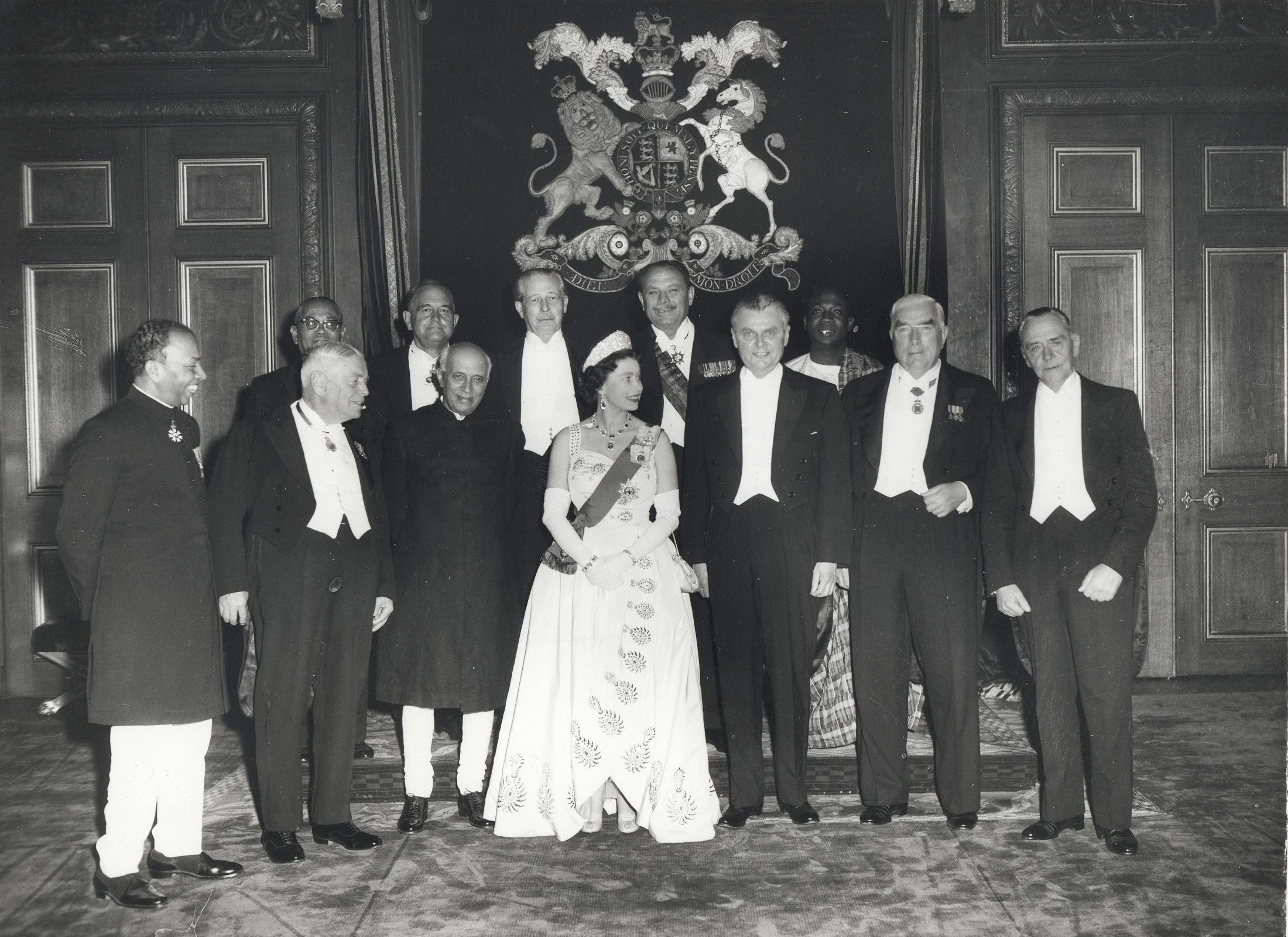
Nemzetközösségi vezetőkkel az 1960-as Nemzetközösségi Konferencián

Az ekkor már kétgyermekes családanya első naptól kezdve új szerepének elkötelezetten, energikusan kezdett a munkához. A politikai kötelességek azonnal megkezdődtek a parlament megnyitásával és a rendszeres miniszterelnöki audienciával. Az első évtized alatt alkalma volt gyakorolni királyi előjogát, amikor 1957-ben miniszterelnöknek nevezte ki Harold Macmillant.
A királynő szerepének megfelelően körbeutazta a királyságot. Felkereste Norvégiát, Svédországot, Portugáliát, Franciaországot, Hollandiát, Dániát és az Amerikai Egyesült Államokat is.
1952-ben mondta el első karácsonyi beszédét a rádióban. Idővel hagyománnyá vált, hogy a királynő karácsony első napján délután 3 órakor elmondta karácsonyi üzenetét.

#### 1962–1971
A királynő uralkodásának második évtizede az újítások jegyében telt, igyekezett a monarchia munkáját az emberek még szélesebb körének hozzáférhetővé tenni.
1962-ben képcsarnokot nyitottak a Buckingham-palotában, hogy a királyi gyűjteményt bemutathassák. Edinburgh hercegének ötlete nagyon népszerűnek bizonyult.
A királyi látogatások az előző évekhez képest kevésbé formálissá váltak. 1962-ben például a királynő és Edinburgh hercege egy informális látogatást tettek a londoni East Enden, miközben megtekintették az építkezéseket, és találkoztak egy helyi családdal is annak új otthonában.
Külföldi látogatásai alkalmával új gyakorlatot vezetett be – a városi sétát –, amely lehetőséget adott a királynőnek arra, hogy sok emberrel találkozzon. A királyi család tagjainak élete iránti fokozódó érdeklődésre válaszként készült el 1969-ben az első dokumentumfilm, amely a királyi család életét mutatta be. Az érdeklődést jellemzi, hogy a filmet közel 30 millióan nézték meg. A film 1977 óta hivatalosan nem látható, mivel abban az időben túl tolakodónak tartották, ezért Erzsébet kérésére a Buckingham-palota visszahelyezte a filmet a királyi levéltárba.
2021-ben a filmet az interneten kiszivárogtatták. Később a BBC szerzői jogi követelése miatt levették a YouTube-ról, azonban még megtalálható a videómegosztón.
A királyi előjog kérdése 1963-ban ismét napirendre került. Harold Macmillan nyugdíjazását követően a királynő követte Macmillan tanácsát és Alex-Douglas Home-ot, a konzervatív párt vezetőjét nevezte ki miniszterelnöknek. Ez a döntése vitát robbantott ki, és 1965-ben a konzervatívok bevezettettek egy új választási eljárást, amivel ők maguk dönthettek a párt vezetéséről (amely egyben a miniszterelnök személyét is meghatározza). Így a királynő többé nem játszott szerepet a konzervatív pártvezetők választásában.
Látogatást tett a megosztott Berlinben és Nyugat-Németországban, megtekintette a berlini falat. 52 év után ő volt az első brit uralkodó, aki német földre lépett.
1971-ben a királynő fogadta Hirohito japán császárt, aki a második világháború óta az első hivatalos látogatását tette Angliában.
A királyi család tagjai részt vettek a korábban a Brit Birodalomhoz tartozó országok függetlenné válási ünnepségein, ezzel elősegítették a Nemzetközösség fejlődését, hiszen a függetlenné váló tagok a Nemzetközösség tagjai maradtak.
Fontos esemény volt, amikor Károly herceget hivatalosan a trón örökösének nyilvánították, majd 1969-ben fölvehette a Wales hercege címet. A szertartást világszerte 200 millió ember követhette televízión.

#### 1972–1981

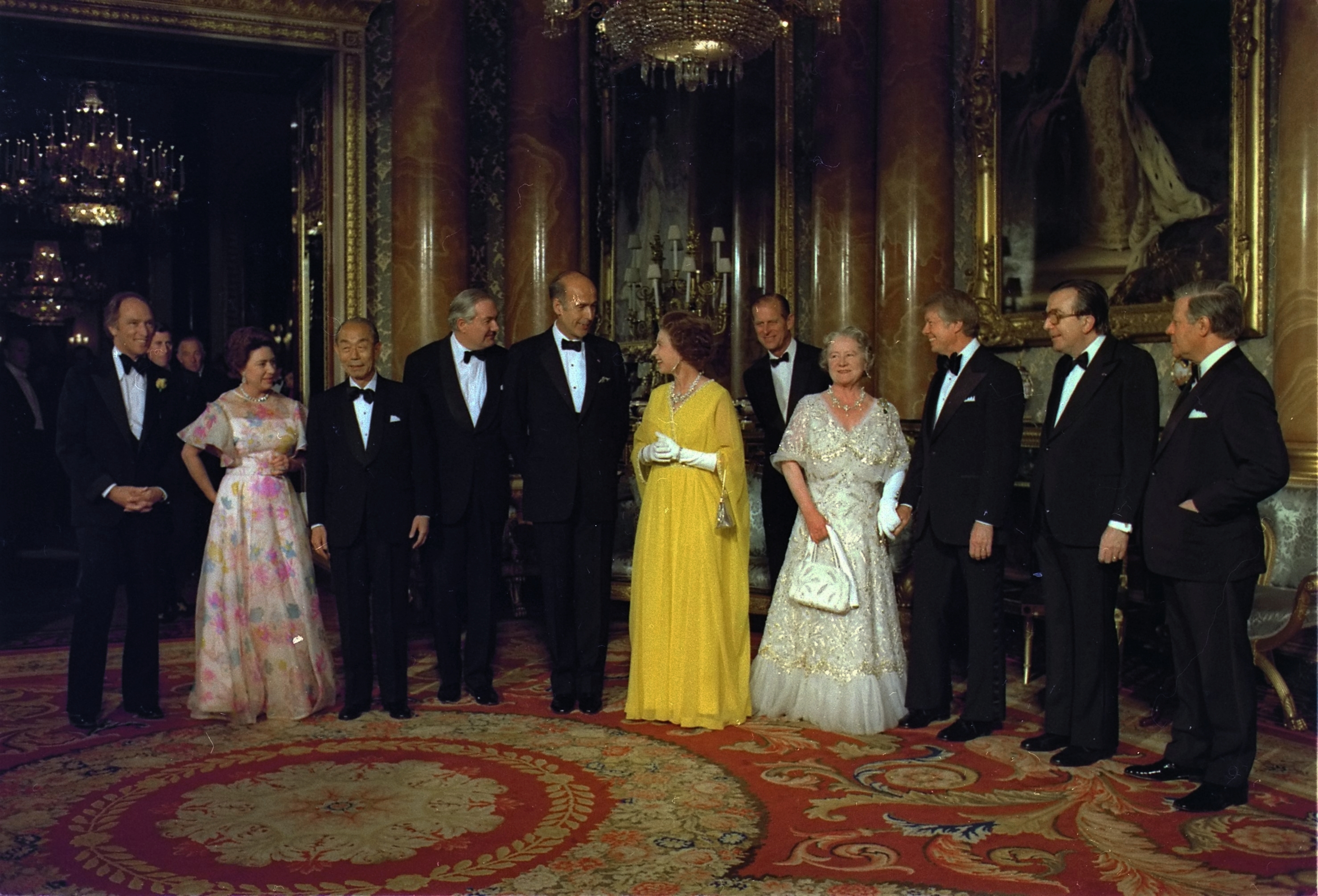
A G7 államok vezetői, a királyi család tagjai és II. Erzsébet, London, 1977

1977-ben a királynő országos körúttal és nemzetközösségi látogatásokkal ünnepelte uralkodásának 25 éves jubileumát. Fülöp herceggel összesen 56 000 mérföldet (kb. 90 000 km) utazott.
25 éves házassági évfordulójukat a Westminster-apátságban tartották. 1977-ben megszületett első unokája, Anna hercegnő kisfia, Peter Phillips.
1974-ben egy ausztráliai útját meg kellett szakítania, mivel rendkívüli választást írtak ki Angliában. A februári parlamenti választásokat követően egyik pártnak sem volt meg az abszolút többsége az alsóházban. Felmerült, hogy a királynőnek kellene támogatnia egy esetleges koalíciót a konzervatív és a liberális pártok között, anélkül, hogy először megbízást adott volna a legnagyobb pártnak, hogy alakítsanak kormányt. A konzervatívok és liberálisok végül képtelenek voltak megegyezni, és Harold Wilson miniszterelnökként tért vissza hatalomba.

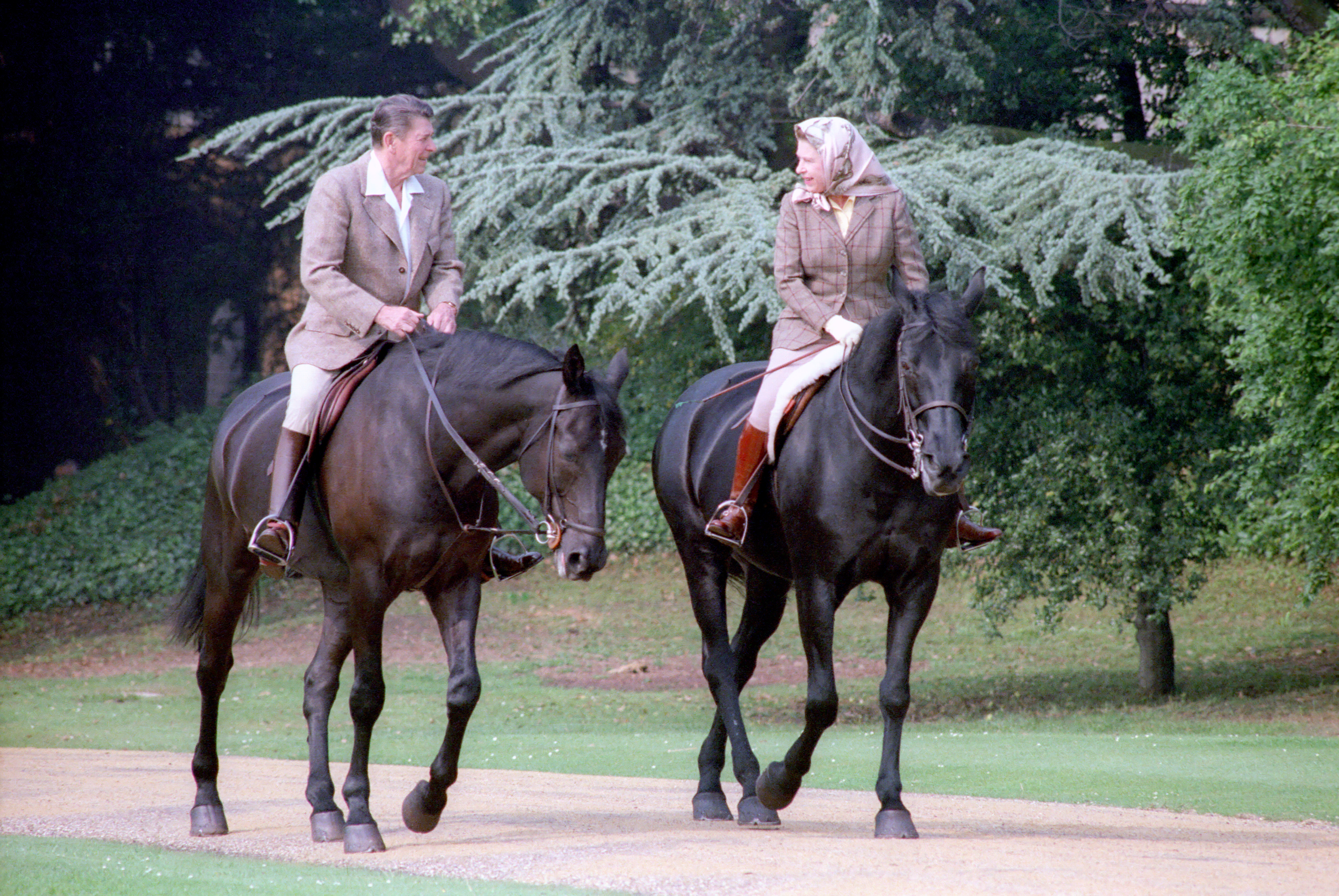
Lovaglás Windsorban Ronald Reagan elnökkel 1982-ben

Az évtized folyamán a királynő fogadta az első női miniszterelnököt a Buckingham-palotában, amikor Margaret Thatcher 1979-ben felváltotta James Callaghant.
1972-ben történelmi látogatást tett a kommunista Jugoszláviában, később Hongkongba látogatott. 1975-ben Hirohito császár vendége volt, az első brit uralkodóként 1979-ben a Közel-Keletre utazott, és 1980-ban meglátogatta II. János Pál pápát a Vatikánban.

#### 1982–1991

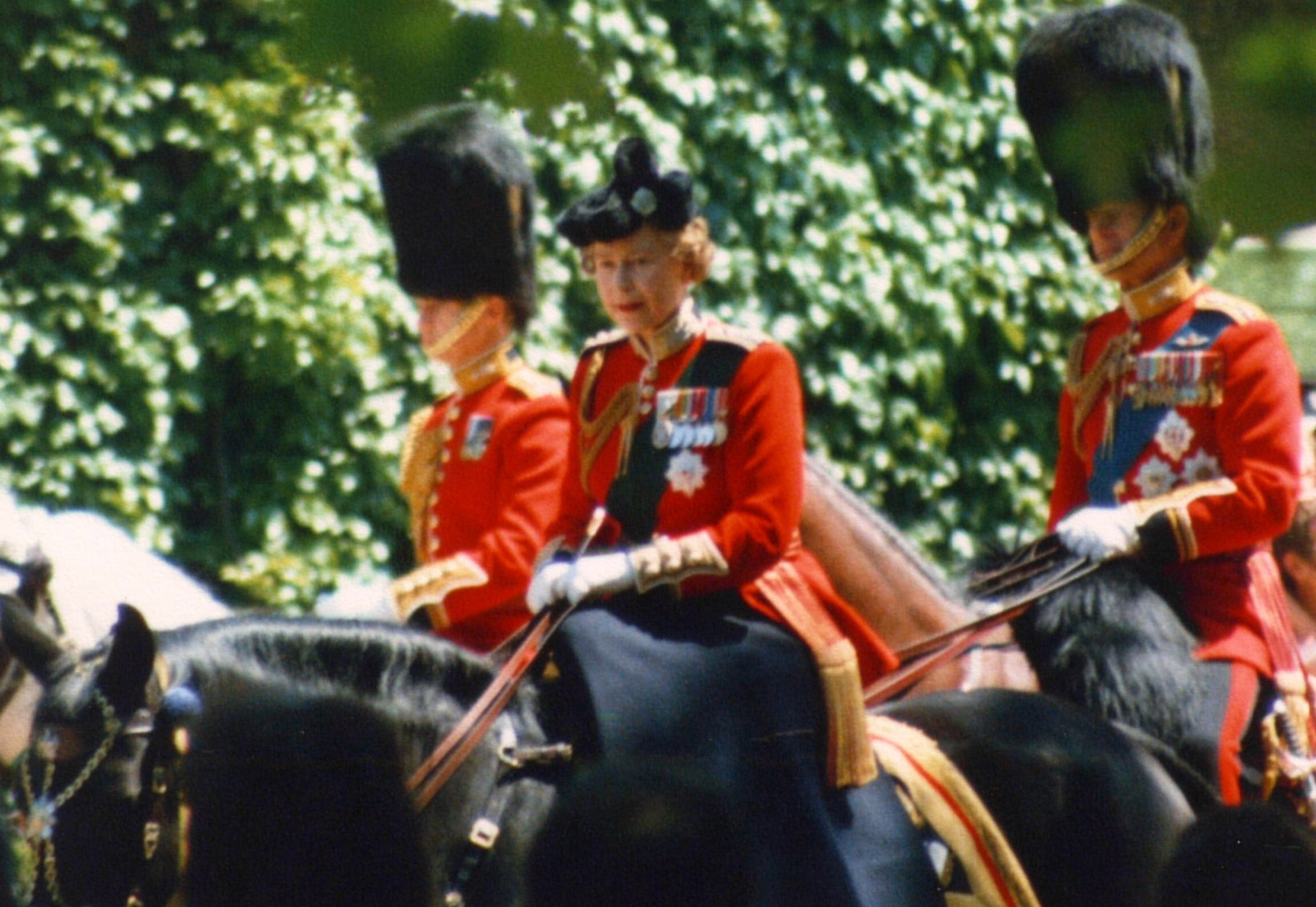
Az 1986-os Brit zászlós díszszemlén

A királynő uralkodásának negyedik évtizede két komoly konfliktust hozott.
1982 áprilisában brit csapatokat küldtek a Falkland-szigetekhez, hogy foglalják vissza azt Argentínától. Hiába volt a hadsereg parancsnoka, a királynő osztotta az emberek és az anyák aggodalmát, hiszen fia, András herceg egy Sea King helikopter pilótájaként szolgált a háborúban. 1982 szeptemberében a királynő, Fülöp herceg és Anna hercegnő találkoztak vele, mielőtt visszatért volna Portsmouthban horgonyzó hajójára.
Az évtized második konfliktusában a brit erők 1991 januárjában a Perzsa-öbölhöz vonultak, hogy a koalíciós együttműködés keretében segítsenek kiűzni a megszálló iraki hadsereget Kuvaitból.

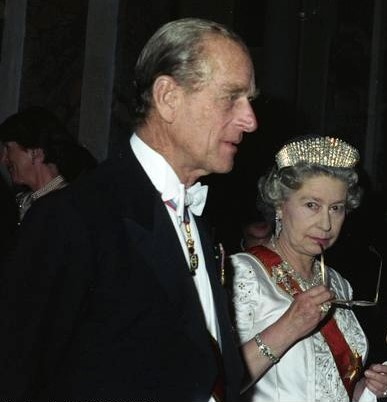
II. Erzsébet és Fülöp herceg Németországban 1992-ben

Az évtizedben számos politikai és vallási akadályt sikerült ledönteni. Történelmet írtak 1982-ben, amikor II. János Pál pápa Angliába látogatott. 450 éve ő volt az első pápa, aki a szigetország földjére lépett. A királynő – az anglikán egyház feje – fogadta a Buckingham-palotában.
A Nemzetközösségen belül a kapcsolatok megerősítését segítették az Ausztráliába, Új-Zélandra, Kanadába és a Karib-szigetekre tett látogatások. 1983 februárjában a királynő megnyitotta a jamaicai parlamentet a függetlenség kikiáltásának 21. évfordulóján.
Megszületett Károly herceg két fia és András herceg két lánya. 1986-ban a királynő 60. születésnapját Windsorban és Londonban ünnepelték meg.

#### 1992–2001
A BBC bemutatta a királynő életéről szóló Elizabeth R című tévé-dokumentumfilmet. Több mint 25 országban sugározták a világban. Hazánkban az MTV-2 mutatta be a dokumentumfilmet 1993. május 3-án.
A királynő olyan országokba látogatott el, ahová korábban nem gondolták lehetségesnek, a keleti blokk korábbi országait beleértve – Magyarországra (1993), Oroszországba (1994), Lengyelországba (1996) és Csehországba (1996). Nelson Mandela és a királynő kölcsönös látogatást tettek egymásnál 1995-ben és 1996-ban.
1993-as magyarországi látogatásakor a királynő megtekintette az Országos Széchényi Könyvtár egyik tárlatát, a Nemzeti Múzeumban a Szent Koronát és a Budai Várat. Az Országházban állami bankettet tartottak az Ő és Fülöp herceg tiszteletére, majd beszédet mondott az országgyűlés előtt. Budapesten ellátogatott egy hajléktalanszállóra is. Bugacpusztán egy hagyományos magyar lovasbemutatót nézhetett meg a királyi pár. Az események nagyrészén (például a budapesti városnézésen) Göncz Árpád köztársasági elnök vezette őfelségét, akivel egyébként nagyon jó kapcsolatot ápoltak.

Göncz Árpád köztársasági elnökkel a Budai Vár Savoyai Teraszán.

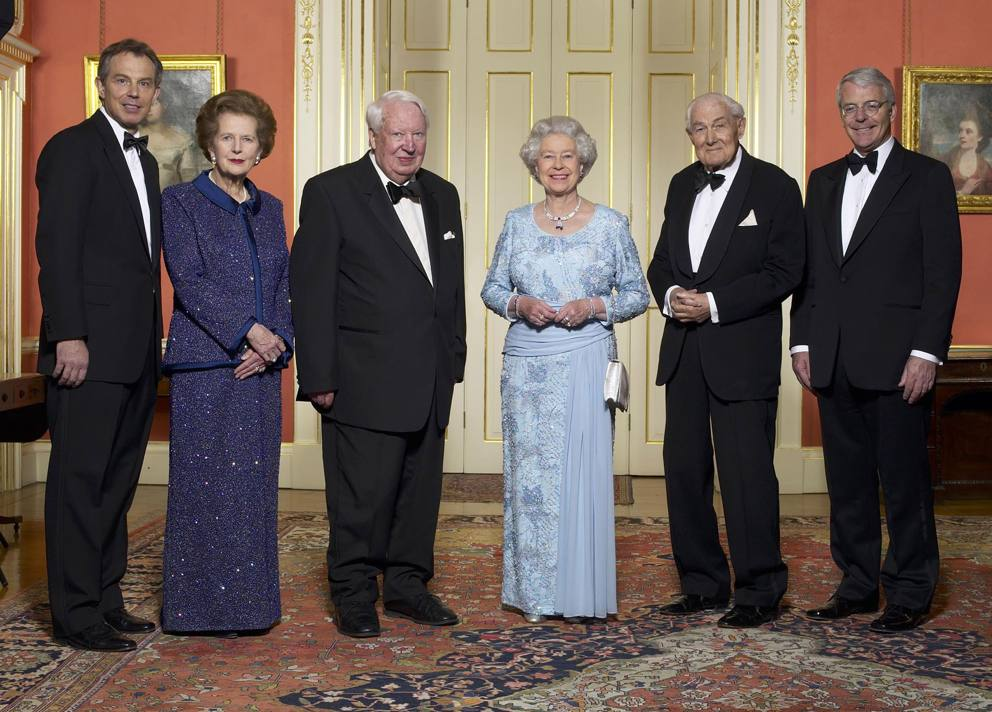
Arany jubileumi vacsorán Tony Blair brit miniszterelnökkel és volt miniszterelnökökkel, 2002-ben Balról jobbra: Tony Blair, Margaret Thatcher, Edward Heath, II. Erzsébet, James Callaghan és John Major

Ez az évtized sok szomorúságot is hozott. 1992. november 20-án tűz ütött ki a Windsori kastélyban. Hogy a restaurálásokhoz szükséges pénzt előteremtsék, 1993-ban a királynő megengedte, hogy a nyár folyamán először nyissák meg a nyilvánosságnak a Buckingham-palota egyes szobáit. Ez olyan gyakorlat, amit azóta is minden évben követnek.
Diana hercegné halála (1997. augusztus 31.) nem rendítette meg mélységesen a királyi családot, mivel ő egy évvel korábban elvált a trónörököstől. A királynő a hercegnő temetésének előestéjén – a közhangulatra tekintettel – mégis beszédet intézett a nemzethez, elismeréssel adózva a hercegné életének és munkájának.
A királynő több alkalommal is nemzeti gyászt rendelt el: az Egyesült Államokban elkövetett 2001. szeptember 11-i, valamint a Balin 2002 októberében történt terrorista támadást követően, ahol több brit és ausztrál állampolgár halt meg.
Voltak boldogabb pillanatok is: 1997. november 20-án a királynő és Fülöp herceg megünnepelte az aranylakodalmukat.

#### 2002–2011

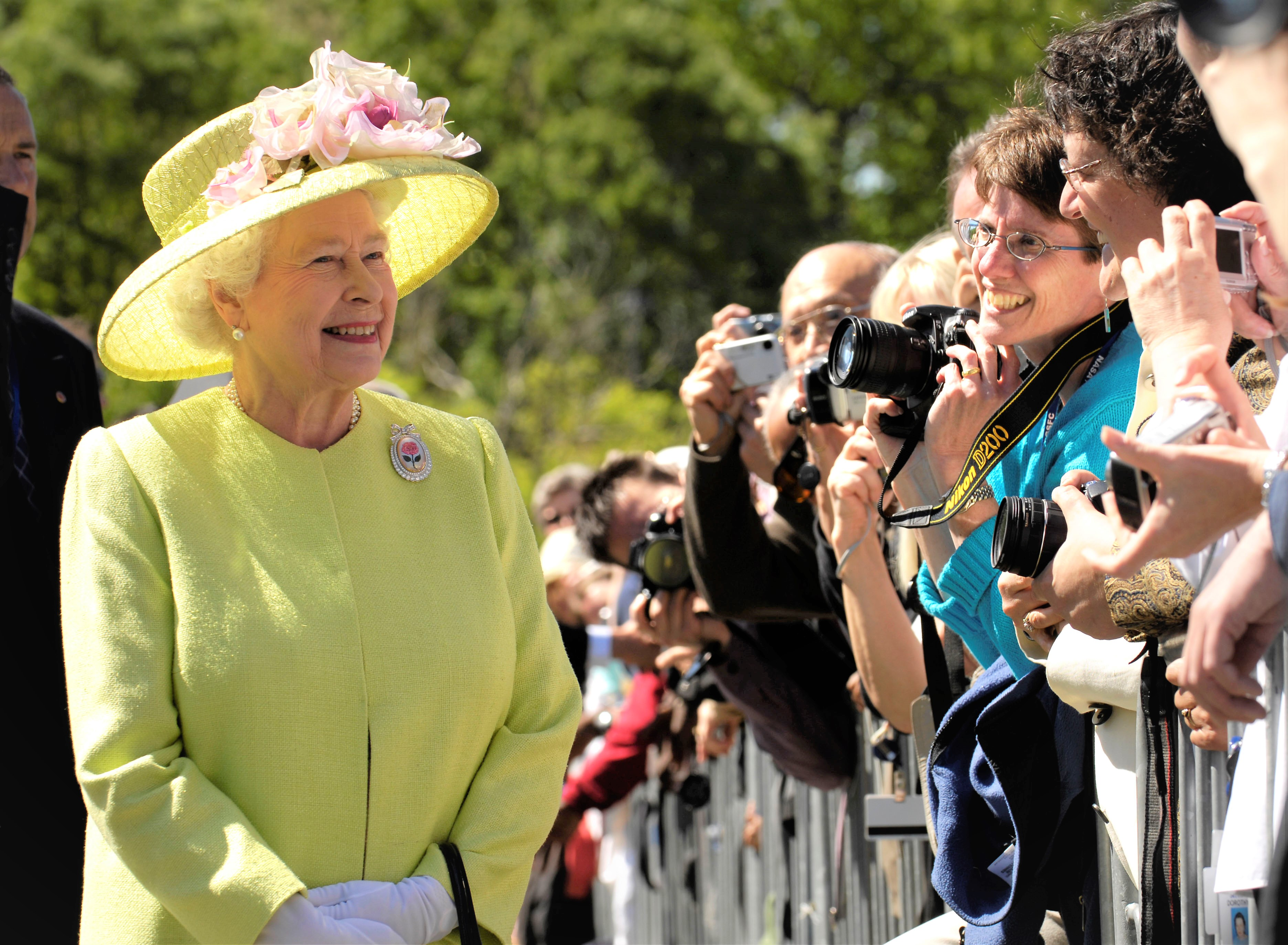
A NASA alkalmazottainak köszöntése a marylandi Goddard Space Flight Centerben 2007-ben

Az év személyes szomorúsággal kezdődött a királynő számára. Húga, Margit hercegnő 2002. február 9-én, 71 évesen agyvérzésben meghalt. Pár héttel később, március 30-án édesanyjuk, Erzsébet anyakirályné is meghalt, életének 102. évében.
A 2002. évben ünnepelte trónra lépésének 50. évfordulóját. Ennél hosszabb uralkodási idővel csak egy brit uralkodó dicsekedhetett, Viktória (63 év és 217 nap). Az ünnepségek keretében látogatásokat tett Jamaicára, Új-Zélandra, Ausztráliába és Kanadába, valamint körutazást Angliában, 70 város érintésével. Két óriási hangversenyt tartottak a Buckingham-palota kertjeiben.
2006-ban a királynő Windsor-városközpontban egy nyilvános sétával ünnepelte a 80. születésnapját és vendégül látott ebédre olyan embereket, akik ugyanazon a napon ünnepelték 80. születésnapjukat. 2006-ban vetítették A Királynő című filmet (Magyarországon 2007. januárban). A film a balesetben elhunyt Diana hercegnő halála utáni napokat, a királyi család reakcióit mutatta be.

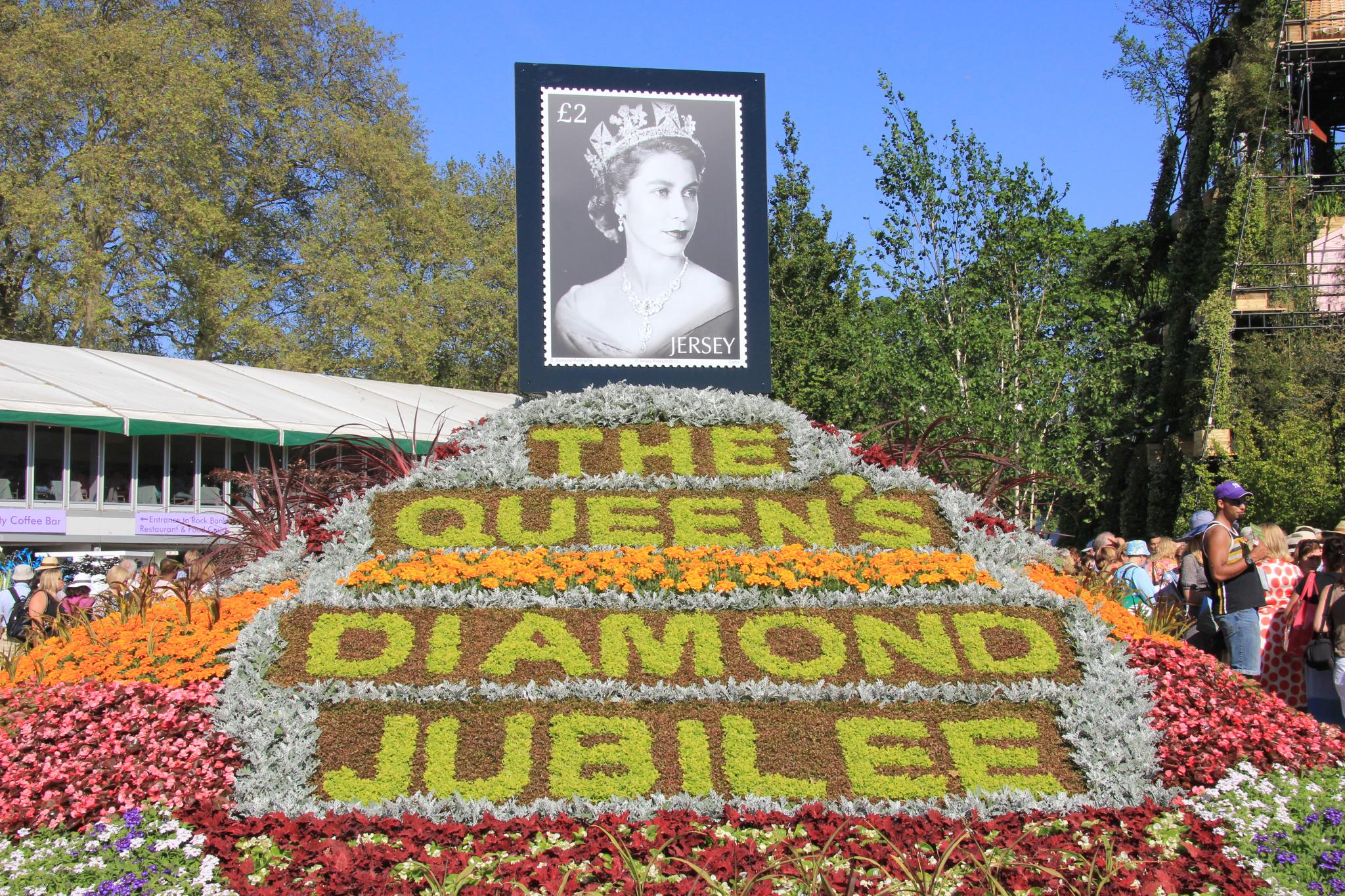
Erzsébet királynő gyémántjubileumára készített virágkompozíció a 2012-es Chelsea virágkiállításon

2007. november 20-án a királyi pár 60. házassági évfordulóját, azaz gyémántlakodalmát ünnepelte. 2009-ben a Buckingham-palota vendégeként fogadta Barack Obama amerikai elnököt és feleségét, Michelle Obamát. 2011. április 29-én unokája, Vilmos herceg összeházasodott Kate Middletonnal.

#### 2012–2022

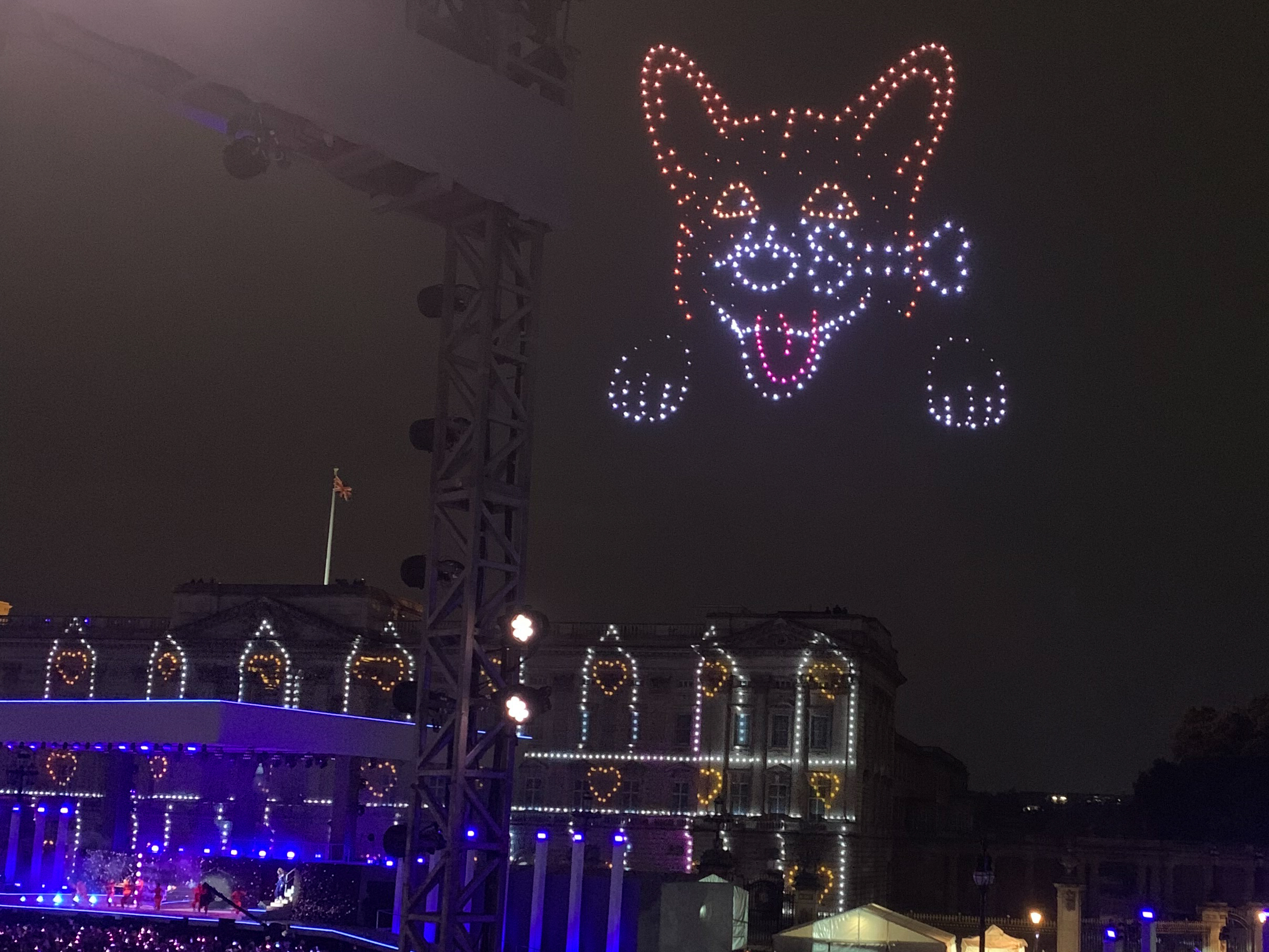
Corgit formáló drónok a Buckingham-palota felett a platina jubileum alkalmával 2022. június 4-én

2012. június 1. és 4. között hatalmas ünnepséget szerveztek gyémántjubileumára.
Az 1976-os olimpia után, amelyet II. Erzsébet mint Kanada királynője nyitott meg Montrealban, a 2012-es olimpiát Londonban is ő nyitotta meg, amellyel ő lett az első olyan államfő, aki két különböző országban két olimpiát nyitott meg.
2013. március 3-án a VII. Edvárd Kórházban kezelték gyomor-bélhuruttal, de másnap már visszatérhetett a Buckingham-palotába.
2013 volt 40 éve az első év, amikor II. Erzsébet nem vett részt a Nemzetközösségi találkozón Srí Lankán, ahol a trónörökös Károly herceg képviselte a királynőt.
2015. szeptember 9-én elérte a 23 226-ik napját a trónon, ezzel ő lett Nagy-Britannia és Észak-Írország Egyesült Királyságának leghosszabb ideje trónon ülő uralkodója, megelőzve Viktória királynőt, aki 1837. június 20-tól és 1901. január 22-ig uralkodott.
2020. április 5-én, a koronavírus-járvány idején, a királynő rendkívüli televíziós beszédet tartott.
2021. április 9-én férje, Fülöp edinburgh-i herceg elhunyt.
2021 őszén egészségügyi problémák miatt lemondta programjait, rövid időre kórházba is került. 2021. november 30-án Barbados leváltotta az államfői posztról és köztársasággá vált.
2022 februárjában elkapta a koronavírust, de pár napos gyengeség után már újra munkába állt. Még az évben mozgásszervi problémái jelentek meg, ezért több fontos eseményen sem tudott részt venni.
2022-ben uralkodásának 70. évfordulóját, azaz platinajubileumát ünnepelte. A jubileum alkalmából ünnepségsorozatot szerveztek. 2022. június 13-án ő lett a második leghosszabb ideig regnáló uralkodó 70 év 127 nappal. Összesen 70 év 214 napot uralkodott.

### Halála és temetése
2022. szeptember 8-án a Balmoral-kastélyban hunyt el 96 éves korában. Utolsó nyilvános megjelenése két nappal korábban, szeptember 6-án volt; a királynő ekkor nevezte ki miniszterelnökké Liz Trusst. Szeptember 19-én állami temetést rendeztek a Westminster apátságban. A világ legtöbb országa képviseltette magát, többségében uralkodói vagy államfői szinten. Majd aznap a windsori kastély Szent György-kápolnájában egy istentisztelet következett. A királynőt a Szent György-kápolna VI. György emlékkápolnájában temették el, a másfél évvel előtte elhunyt férje mellé.

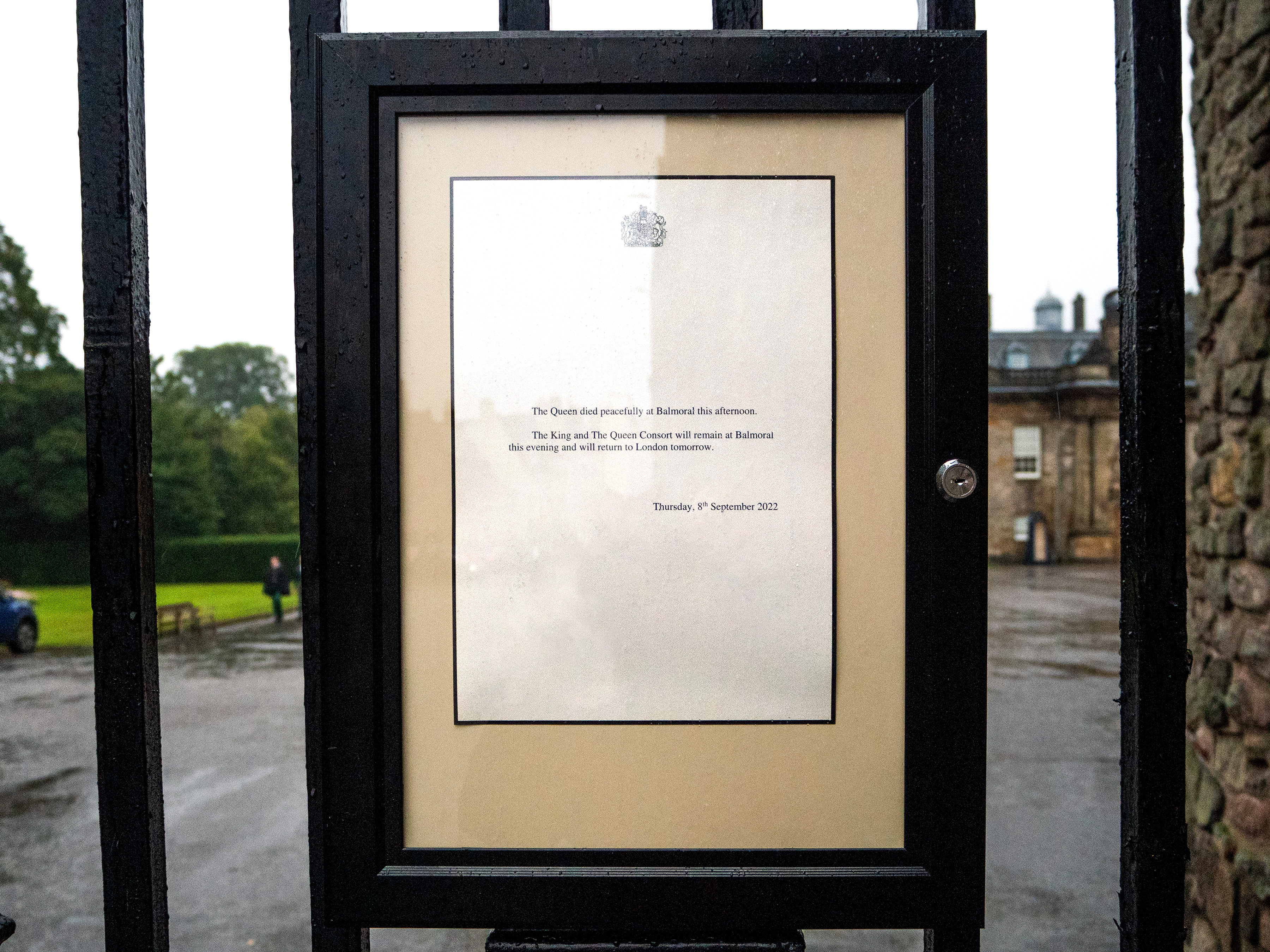
Halálát közlő értesítés a Holyroodhouse-palotánál
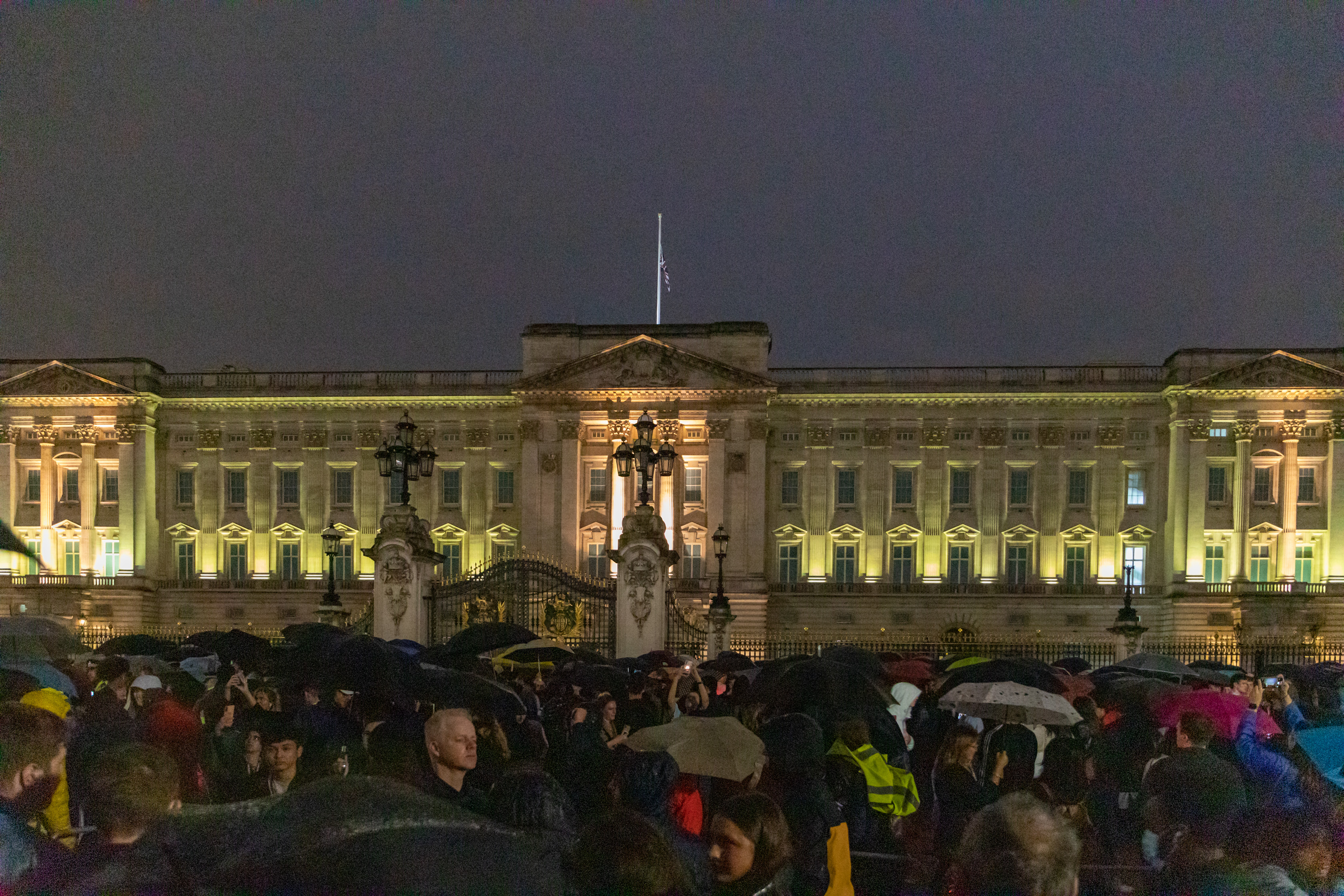
Tömeg a Buckingham-palotánál II. Erzsébet halálának bejelentése után
Az emberek tisztelgése Londonban
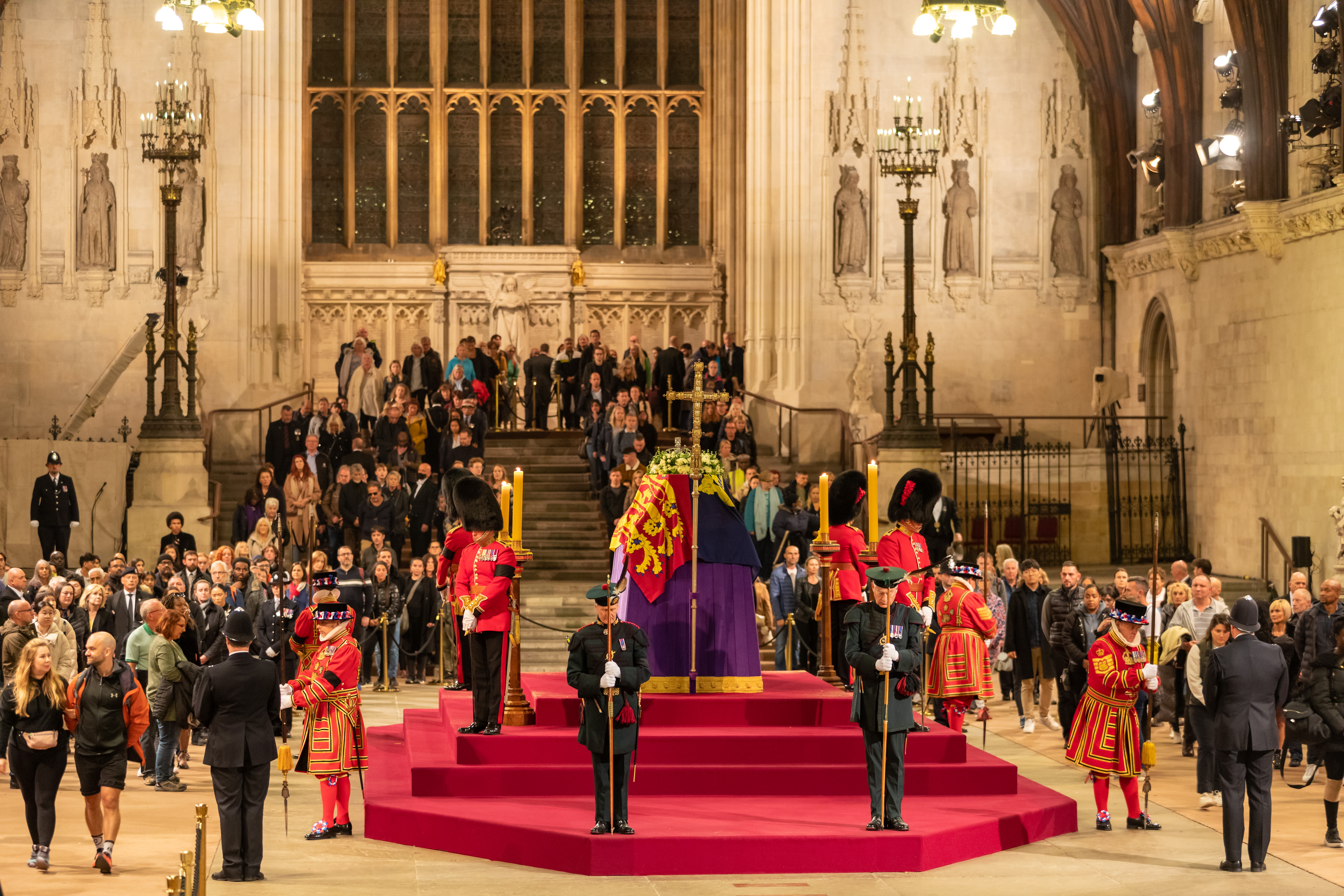
II. Erzsébet a Westminster-palotában felravatalozva
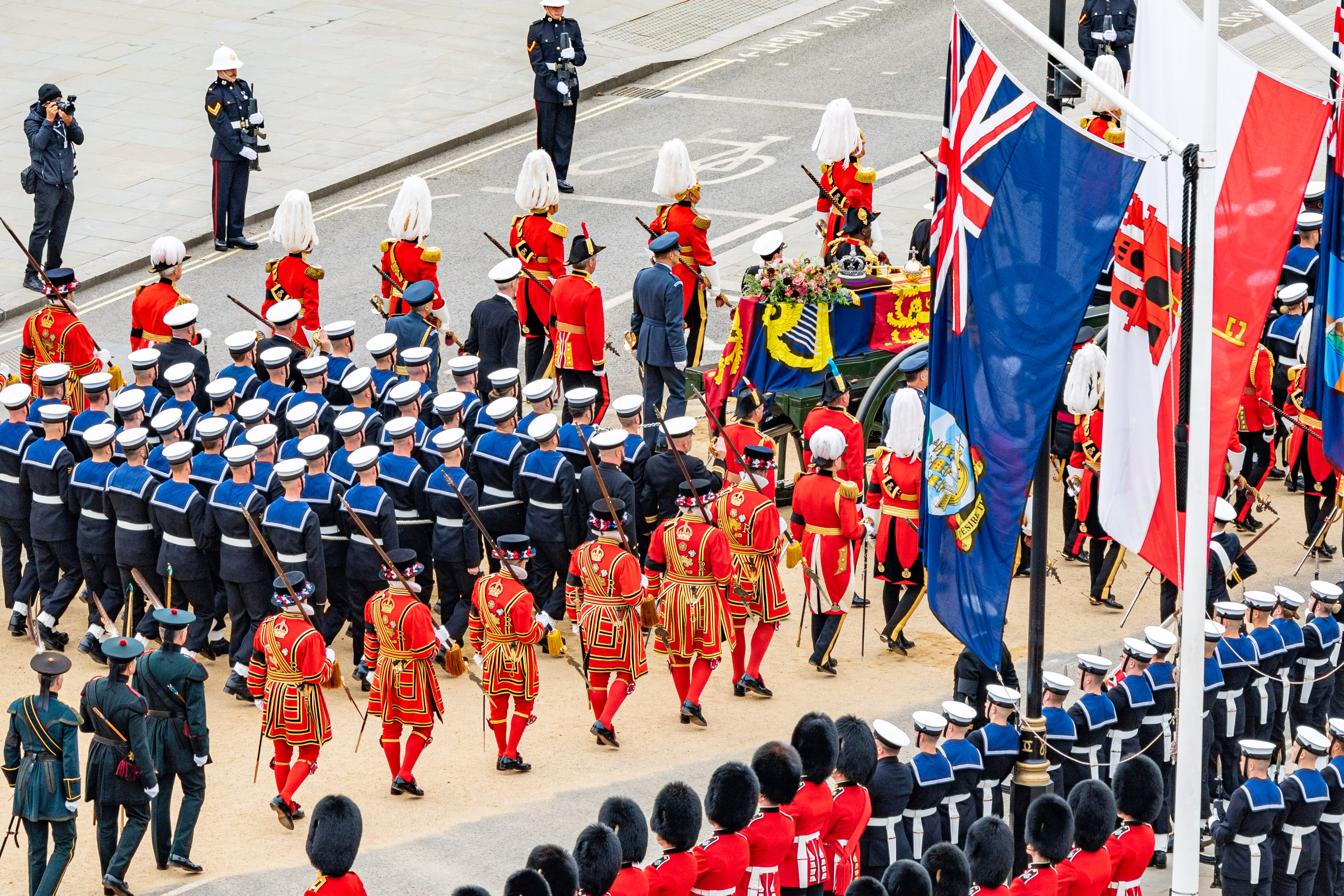
ll. Erzsébet koporsója a Brit Királyi Haditengerészet kocsiján, a Wellington Archhoz vezető menet közben

## Politikai szerepe

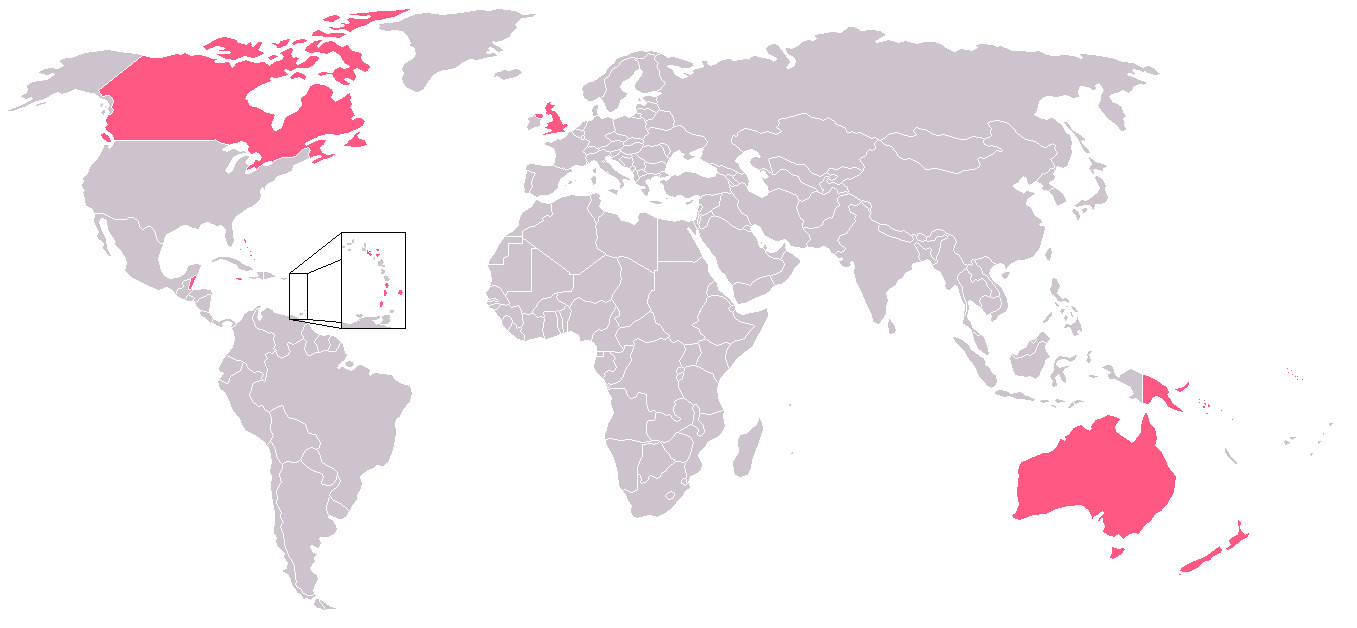
A Nemzetközösségi királyságok

Ma már az uralkodó szerepe inkább névlegesnek mondható, hiszen a kormányzat terhe a II. Erzsébetet uralkodójuknak elismerő országok miniszterelnökei és parlamentjei között oszlik meg (ld. alkotmányos monarchia). Bár vétójoga van az egyes törvények elfogadásában, ezzel a jogával soha nem élt. Kanada alkotmánya elvben komoly jogköröket biztosít a királynő számára, de ezeket szintén nem gyakorolta.[forrás?]
Brit miniszterelnökei:
- Winston Churchill (1951–1955; 1951–1952-ben VI. György miniszterelnöke)
- Anthony Eden (1955–1957)
- Harold Macmillan (1957–1963)
- Alec Douglas-Home (1963–1964)
- Harold Wilson (1964–1970) először
- Edward Heath (1970–1974)
- Harold Wilson (1974–1976) másodszor
- James Callaghan (1976–1979)
- Margaret Thatcher (1979–1990), az első női miniszterelnök.
- John Major (1990–1997)
- Tony Blair (1997–2007)
- Gordon Brown (2007–2010)
- David Cameron (2010–2016), az első olyan miniszterelnöke, aki távoli rokona is egyben.
- Theresa May (2016–2019), a második női miniszterelnök.
- Boris Johnson (2019–2022), a második olyan miniszterelnöke, aki távoli rokona is egyben.
- Liz Truss (2022; majd III. Károly miniszterelnöke), a harmadik női miniszterelnök.

II. Erzsébet a nemzetközösségi királyságok uralkodója, amelyeknek összlakossága 128 millió fő, további 37-tel kiegészülve, ahol nem Erzsébet a királynő (köztársaságok, vagy más az uralkodó), ezek együtt a Nemzetközösség tagjai. Uralkodása alatt a világ egyetlen olyan uralkodója, aki egyszerre több országnak is az államfője.
A királynő nem vonható felelősségre tetteiért (az uralkodó nem tehet rosszat), és érinthetetlen. Nincs szavazati joga, és nem léphet be a parlament alsóházába. Ez 1642 óta van így, amikor I. Károly egy felfegyverzett járőrrel berontott az alsóházba, és letartóztatott öt képviselőt – ez indította el a polgárháborút.[forrás?]

### Utazások, fogadások
70 éves uralkodása alatt számos állami és hivatalos látogatáson, valamint a Nemzetközösségben tett utazásokon vett rész. Így ő lett a történelem legtöbbet utazó államfője. Utazásaira legtöbbször férje, Fülöp herceg is elkísérte. Ezen kívül számos uralkodót és államfőt látott vendégül az Egyesült Királyságban. Ezek az utazások és fogadások sokszor politikailag is kifizetődtek.

## Jogai
Mint uralkodó, elméletben számos előjoggal rendelkezett. A gyakorlatban a miniszterelnök kijelölésén kívül kevés olyan alkalom van a modern brit kormányban, ahol ezeket a jogait érvényesíthette volna. Az uralkodó teljes előjogainak listáját soha nem hozták nyilvánosságra, azonban 2004-ben a kormány egy közleményben tisztázott néhányat:[forrás?]
- Elutasíthatja a parlament feloszlatását, ha a miniszterelnök úgy dönt.
- Saját döntése szerint kijelölheti a miniszterelnököt. Ezzel a jogával utoljára 1963-ban élt, amikor kinevezte Alec Douglas-Home-ot.
- Elbocsáthatja a miniszterelnököt és a kormányát.
- Beidézheti és elnapolhatja a parlamentet.
- Parancsot adhat a fegyveres erőknek.
- Elbocsáthat és kijelölhet minisztereket.
- Megbízást adhat tisztviselőknek a Fegyveres Erőknél.
- Beidézheti a Királynő Tanácsát.
- Kiadhat és visszavonhat útleveleket.
- Vállalatokat hozhat létre okiratok segítségével.
- Kinevezheti az anglikán egyház érsekeit és püspökeit.
- Címeket és kitüntetéseket adhat és vehet el.
- Uralkodói kegyelemben részesíthet bárkit.
- Elutasíthatja az uralkodói jóváhagyást (a brit törvényhozás utolsó pontját).
- Békét írhat alá és háborút jelenthet be.
- Külföldre küldheti a fegyveres erőket.
- Értékelhet és aláírhat megegyezéseket.
- Elutasíthatja a királynő hozzájárulását, ami szükséges egy rendkívüli döntés elfogadásához. Ezzel a jogával 1999-ben élt, amikor elutasította a fegyveres erőkkel való fellépést Irak ellen.[forrás?]

Ezek a jogok többnyire vészhelyzetekben gyakorolhatók, például egy alkotmányos válság ideje alatt, valamint fontosak akkor, ha nincs egy párt sem többségben a parlamentben.

## Vélemények, értékelések
A királynő megítélésében általában nem személye, hanem a monarchia mint intézmény elfogadása/elvetése áll. A szigetországban 2007-ben végzett felmérés alapján, amit a 18-24 éves korosztályban végeztek, a megkérdezettek 80%-a választaná a monarchiát a köztársaság helyett. „Ezért a kiváló eredményért a királynő saját magát veregetheti vállon” – mondta Jennie Bond, aki már évek óta tudósítja a BBC-t a királyi család körül zajló eseményekről.
A királyi család körüli botrányok komoly presztízsveszteséget jelentettek a korona számára. A királynő személyét a legélesebb kritikák Diana hercegnő és a trónörökös válása és a hercegnő halála után érték. Többen a baleset kapcsán összeesküvésről és gyilkosságról beszéltek. Ezek a vélemények később az udvar megváltozott médiapolitikájának köszönhetően visszaszorultak.

## Magyar kitüntetése
- A Magyar Érdemrend nagykeresztje a nyaklánccal és az arany sugaras csillaggal (2002)

## Utódai
Férjétől, Fülöp edinburgh-i hercegtől 4 gyermeke született:
| Név                        | Születés                      | Házastárs                                      | Házastárs                   | Gyermekeik             | Unokáik                                                                                 |
| -------------------------- | ----------------------------- | ---------------------------------------------- | --------------------------- | ---------------------- | --------------------------------------------------------------------------------------- |
| III. Károly brit király    | 1948. november 14. (76 éves)  | 1981. július 29. Elváltak: 1996. augusztus 28. | Diána walesi hercegné       | Vilmos walesi herceg   | *György brit királyi herceg - Sarolta brit királyi hercegnő - Lajos brit királyi herceg |
| III. Károly brit király    | 1948. november 14. (76 éves)  | 1981. július 29. Elváltak: 1996. augusztus 28. | Diána walesi hercegné       | Henrik sussexi herceg  | Archie brit királyi herceg Lilibet brit királyi hercegnő                                |
| III. Károly brit király    | 1948. november 14. (76 éves)  | 2005. április 9.                               | Kamilla brit királyné       |                        |                                                                                         |
| Anna brit királyi hercegnő | 1950. augusztus 15. (74 éves) | 1973. november 14. Elváltak: 1992. április 28. | Mark Phillips               | Peter Phillips         | Savannah Phillips Isla Phillips                                                         |
| Anna brit királyi hercegnő | 1950. augusztus 15. (74 éves) | 1973. november 14. Elváltak: 1992. április 28. | Mark Phillips               | Zara Phillips          | Mia Grace Tindall Lena Elizabeth Tindall Lucas Philip Tindall                           |
| Anna brit királyi hercegnő | 1950. augusztus 15. (74 éves) | 1992. december 12.                             | Timothy Laurence            |                        |                                                                                         |
| András yorki herceg        | 1960. február 19. (65 éves)   | 1986. július 23. Elváltak: 1996. május 30.     | Sára yorki hercegné         | Beatrix yorki hercegnő | Sienna Elizabeth Mapelli Mozzi                                                          |
| András yorki herceg        | 1960. február 19. (65 éves)   | 1986. július 23. Elváltak: 1996. május 30.     | Sára yorki hercegné         | Eugénia yorki hercegnő | August Brooksbank                                                                       |
| Eduárd edinburgh-i herceg  | 1964. március 10. (61 éves)   | 1999. június 19.                               | Zsófia edinburgh-i hercegné | Louise Windsor         |                                                                                         |
| Eduárd edinburgh-i herceg  | 1964. március 10. (61 éves)   | 1999. június 19.                               | Zsófia edinburgh-i hercegné | Jakab wessexi gróf     |                                                                                         |

## Numizmatika, notafília és filatélia
II. Erzsébet királynő a legtöbb különféle típusú postabélyegen, érmén és papírpénzen szereplő személy a történelemben. 

### Érmék, papírpénzek
II. Erzsébet portréja 2020-ban az Egyesült Királyság, ennek függő területei (Jersey, Guernsey, Man-sziget, Szent Ilona, a Falkland-szigetek, Bermuda, Kajmán-szigetek), Kanada, a Bahama-szigetek, Belize, a kelet-karibi valutaközösség tagállamai (Anguilla, Antigua és Barbuda, Dominikai Közösség, Grenada, Montserrat, Saint Kitts és Nevis, Saint Lucia, Saint Vincent és a Grenadine-szigetek), Ausztrália, Új-Zéland, a Salamon.-szigetek, Tuvalu és Niue érméin és egyes papírpénzein is látható.

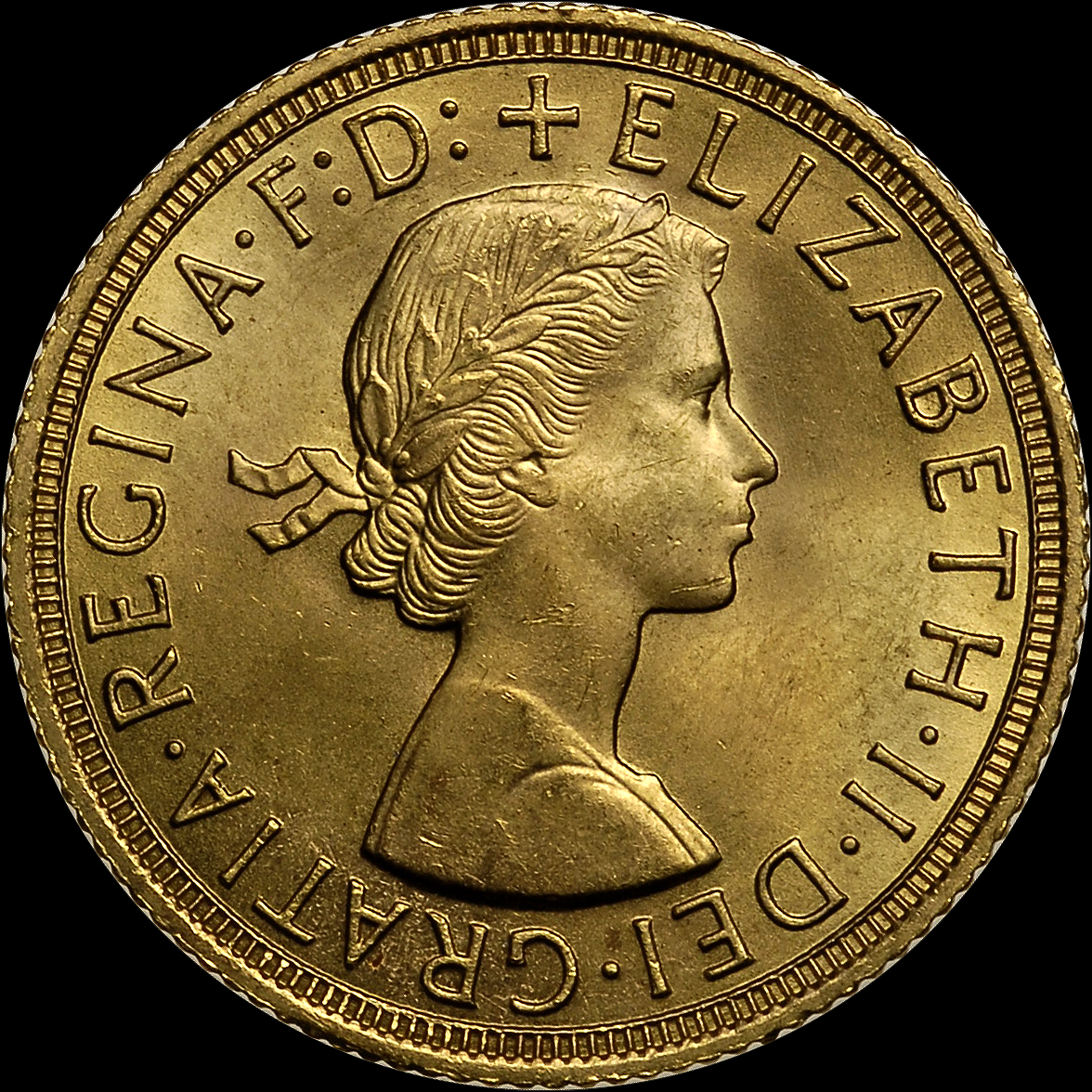
II. Erzsébet első, Nagy-Britannia, Kanada, a Dél-Afrikai Unió, Ausztrália, Új-Zéland számára 1953-ban bevezetett érmeportréja.
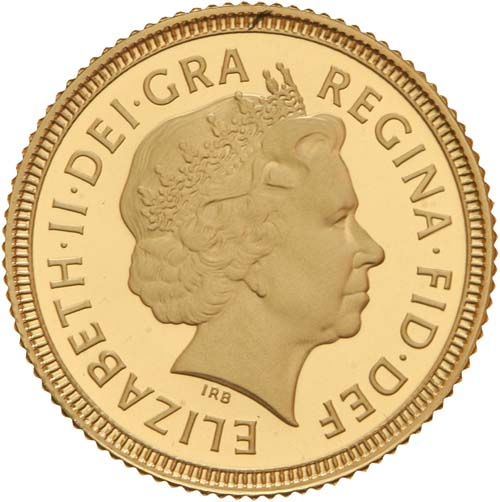
II. Erzsébet Ian Rank-Broadley-féle érmeportréja, melyet többek között Nagy-Britannia, Ausztrália és Új-Zéland érméin használnak.
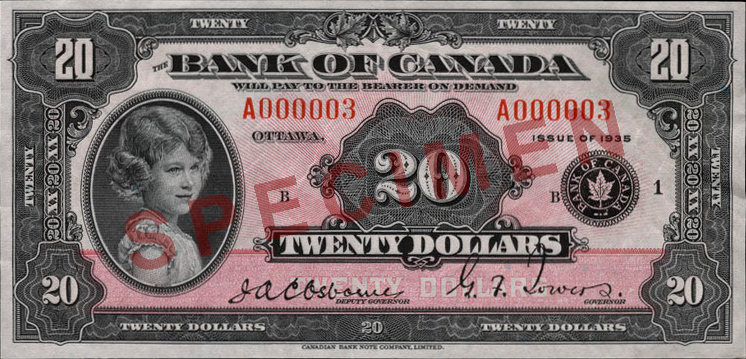
Az akkor 9 éves Erzsébet hercegnőt, a későbbi II. Erzsébet királynőt ábrázoló kanadai 20 dolláros bankjegy az 1935-ös sorozatból.
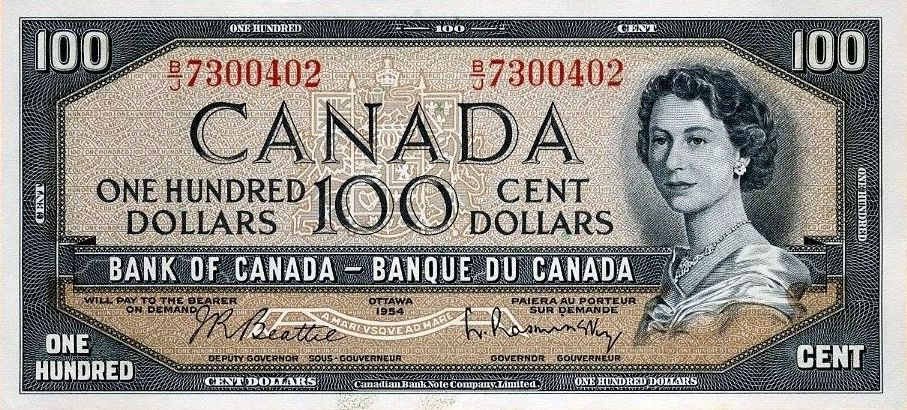
Kanadai 100 dolláros bankjegy II. Erzsébet portréjával az 1954-es sorozatból.
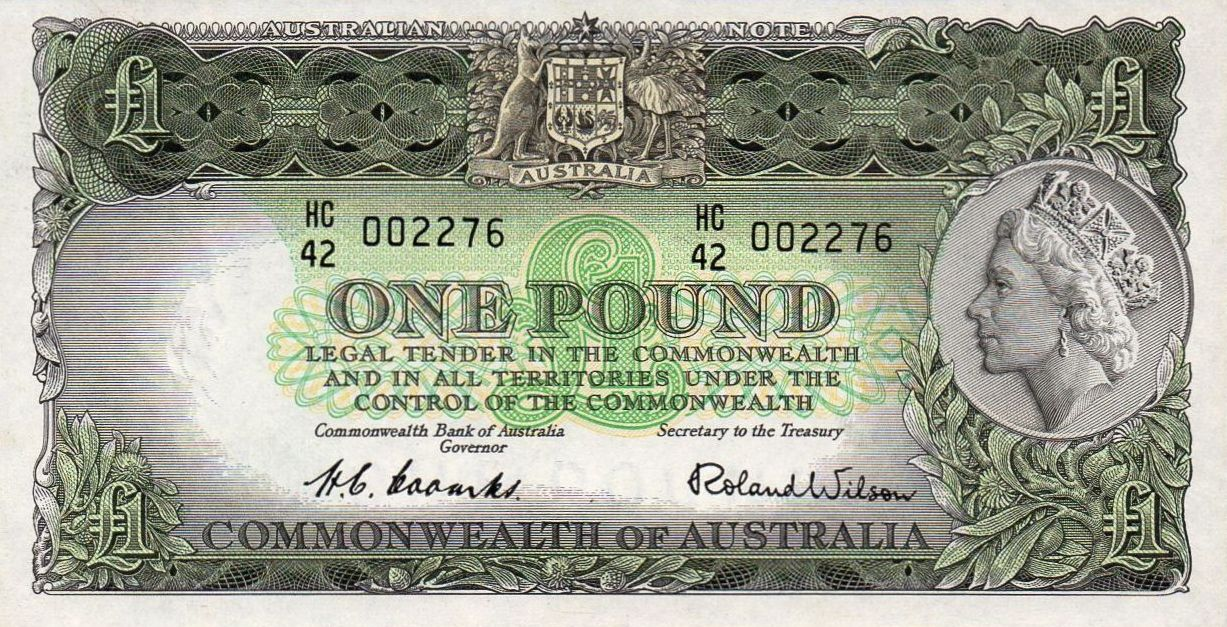
Ausztrál 1 fontos bankjegy II. Erzsébet királynő portréjával, melyet 1954 és 1965 között bocsátottak ki. Mérete 155 x 81 mm.
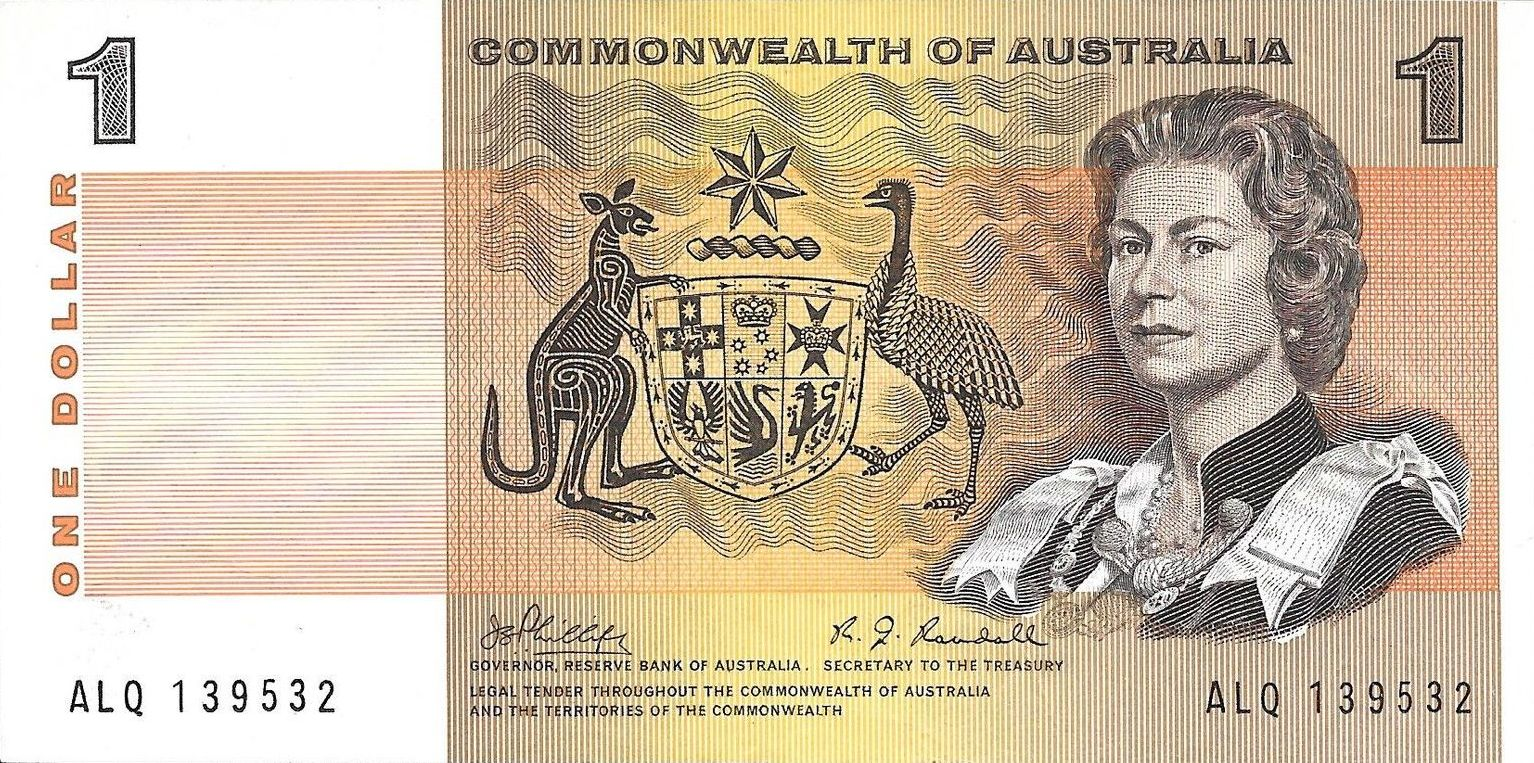
Ausztrál 1 dolláros bankjegy előoldala II. Erzsébet királynő portréjával és Ausztrália címerével. A típust 1966 és 1983 között bocsátották ki.
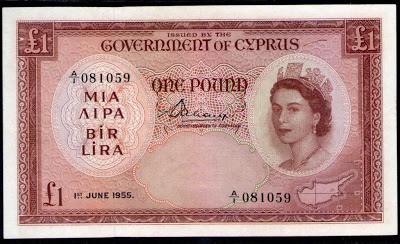
Brit ciprusi, 1955-ös kibocsájtású 1 fontos II. Erzsébet királynő portréjával.
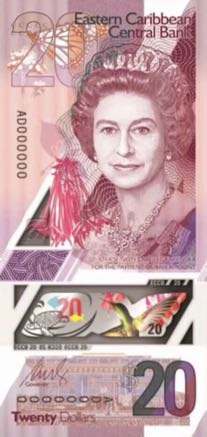
Kelet-karibi valutaközösségi 20 dolláros bankjegy II. Erzsébet portréjával a 2019-es polimer sorozatból.
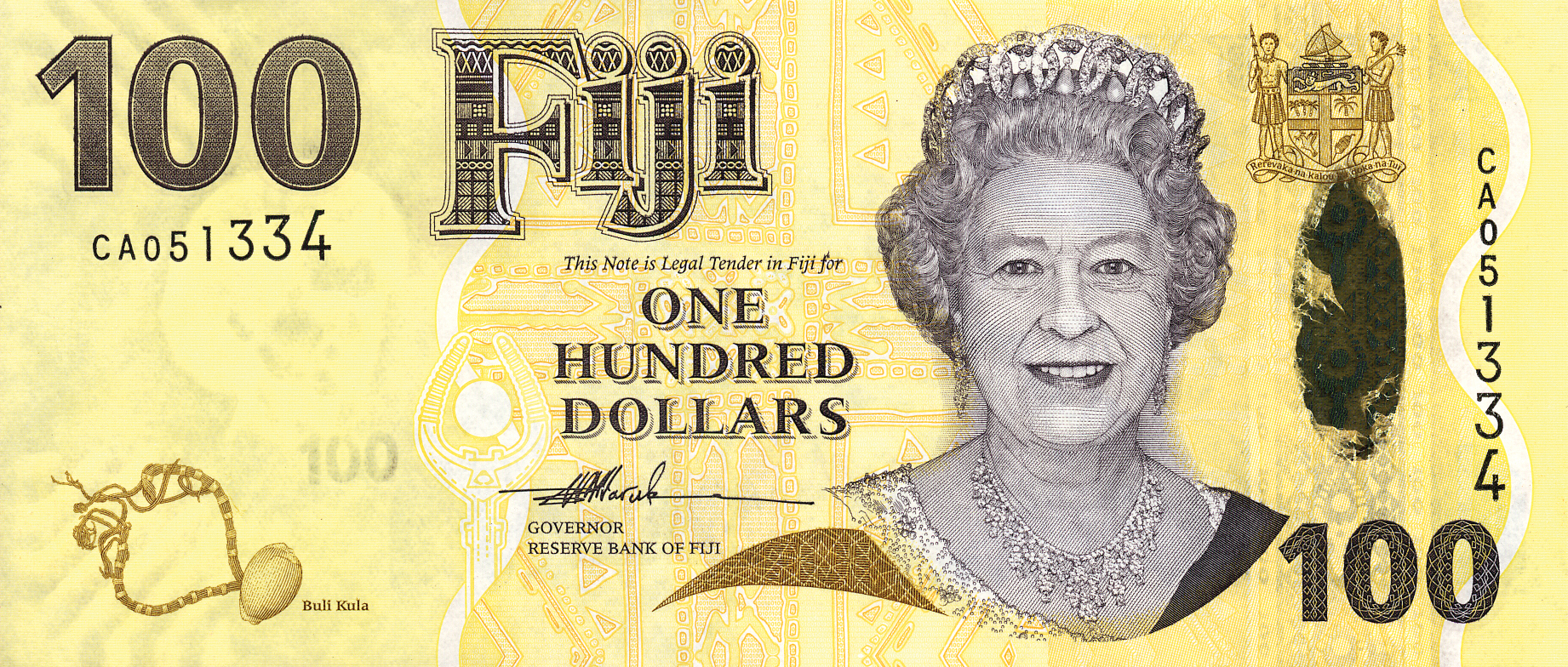
Fidzsi-szigeteki, 100 dolláros bankjegy II. Erzsébet portréjával, a 2007-es sorozatból.

## Filmművészet
- 1969: Royal Family: Richard Cawston rendezésében, főszereplő: II. Erzsébet brit királynő (saját maga)
- 1992: Elizabeth R: Edward Mirzoeff rendezésében, főszereplő: II. Erzsébet brit királynő (saját maga)
- 2006: A királynő (The Queen): Stephen Frears rendezésében, főszereplő: Helen Mirren.
- 2015: Hercegnők éjszakája (A Royal Night Out) Julian Jarrold rendezésében, főszereplő: Sarah Gadon.
- 2016–2023 : A Korona (The Crown): főszereplő: Claire Foy, Olivia Colman és Imelda Staunton.

## Érdekességek
- II. Erzsébet 2015. szeptember 9-én ükanyját, Viktória királynőt felülmúlva, Egyesült Királyság leghosszabb ideig regnáló uralkodója lett.
- A királynő ereiben magyar vér is csörgedezett, egyik ükanyja, Rhédey Klaudia magyar volt. Apai nagyanyjának (Teck Máriának) apai nagyanyja volt Rhédey Klaudia erdélyi grófnő.[38]
- 1926. április 21-én született, a Bruton Street 17. alatti lakásban, amelyet a II. világháborúban bombatámadás ért.[39]
- 1944-ben kapta ajándékba a 18. születésnapjára az első corgi kutyáját, az utolsó 2018-ban pusztult el.[40] Később ismét kapott corgikat ajándékba.[41]
- A királynő fő rezidenciái, mint a Buckingham-palota és Windsori kastély,[42] illetve a koronaékszerek és a rezidenciákban található műtárgyak (The Royal Collection) az erre a célra létrehozott alapítványok tulajdonában vannak.[43] Ezzel szemben a skóciai Balmoral és Sandringham kastélyok a királynő személyes tulajdonát képezték.[44] Az összesen 7,3 milliárd font értékűre becsült koronabirtokokat a The Crown Estate[45] kezeli, a királynő ezek felett sem rendelkezhetett személyesen és a birtokokból származó jövedelmét be kellett szolgáltatnia a brit költségvetésnek.[46]
- Uralkodása alatt hét római pápa váltotta egymást: XII. Piusz, XXIII. János, VI. Pál, I. János Pál, II. János Pál, XVI. Benedek és Ferenc melyek közül öttel személyesen is találkozott.
- Szintén uralkodása alatt tizennégy amerikai elnök követte egymást Harry Trumantól Joe Bidenig, melyek közül csak Lyndon Johnsonnal nem találkozott.[47][48]

## Címei

### Címe és megszólítása
- 1926. április 21. – 1936. december 11.: Ő királyi Fensége, Yorki Erzsébet hercegnő
- 1936. december 11. – 1947. november 20.: Ő királyi Fensége, Erzsébet királyi hercegnő
- 1947. november 20. – 1952. február 6.: Ő királyi Fensége, Erzsébet királyi hercegnő, Edinburgh hercegnéje
- 1952. február 6. – 2022. szeptember 8. : Őfelsége, a királynő

Különböző országaiban a királynőnek különböző címei vannak. Angliában a királyi címekről szóló 1953-as törvény (Royal Titles Act) alapján a címe „II. Erzsébet, Isten kegyelméből Nagy-Britannia és Észak-Írország Egyesült Királyságának más birodalmainak és területeinek királynője, a Nemzetközösség feje, a hit védelmezője.” A törvény feljogosítja a királynőt, hogy proklamációval olyan címeket és megszólítást vegyen fel, amilyet jónak lát. A többi országában általában hasonló címe van, az ország nevét helyettesítve az Egyesült Királyság helyére.

Az anglikán egyház feje, a skót presbiteriánus egyház védelmezője. A fegyveres erők főparancsnoka, de csak arra van joga, hogy bejelentse a háborút és aláírja a békét. Számtalan civil szervezet, alapítvány és jótékonysági egyesület tiszteletbeli elnöke.

II. Erzsébet királyi zászlója (Royal Standard of the United Kingdom) az Egyesült Királyságban, Skócián kívül.
II. Erzsébet királyi zászlója Skóciában.
II. Erzsébet uralkodói névjele (Royal Cypher).
ll. Erzsébet személyes zászlója

Kanada nagypecsétje (Great Seal of Canada), a trónon ülő II. Erzsébet és az ország címerének ábrázolásával.
II. Erzsébet kanadai királyi zászlója (Royal Standard of Canada).
II. Erzsébet, mint Ausztrália királynője, hivatalos portré. Az uralkodó az Order of Australia rend kitüntetését viseli.
II. Erzsébet ausztrál királyi zászlója (Royal Standard of Australia).
II. Erzsébet új-zélandi királyi zászlója (Royal Standard of New Zealand).